# Biserica Sfântul Nicolae din Brețcu

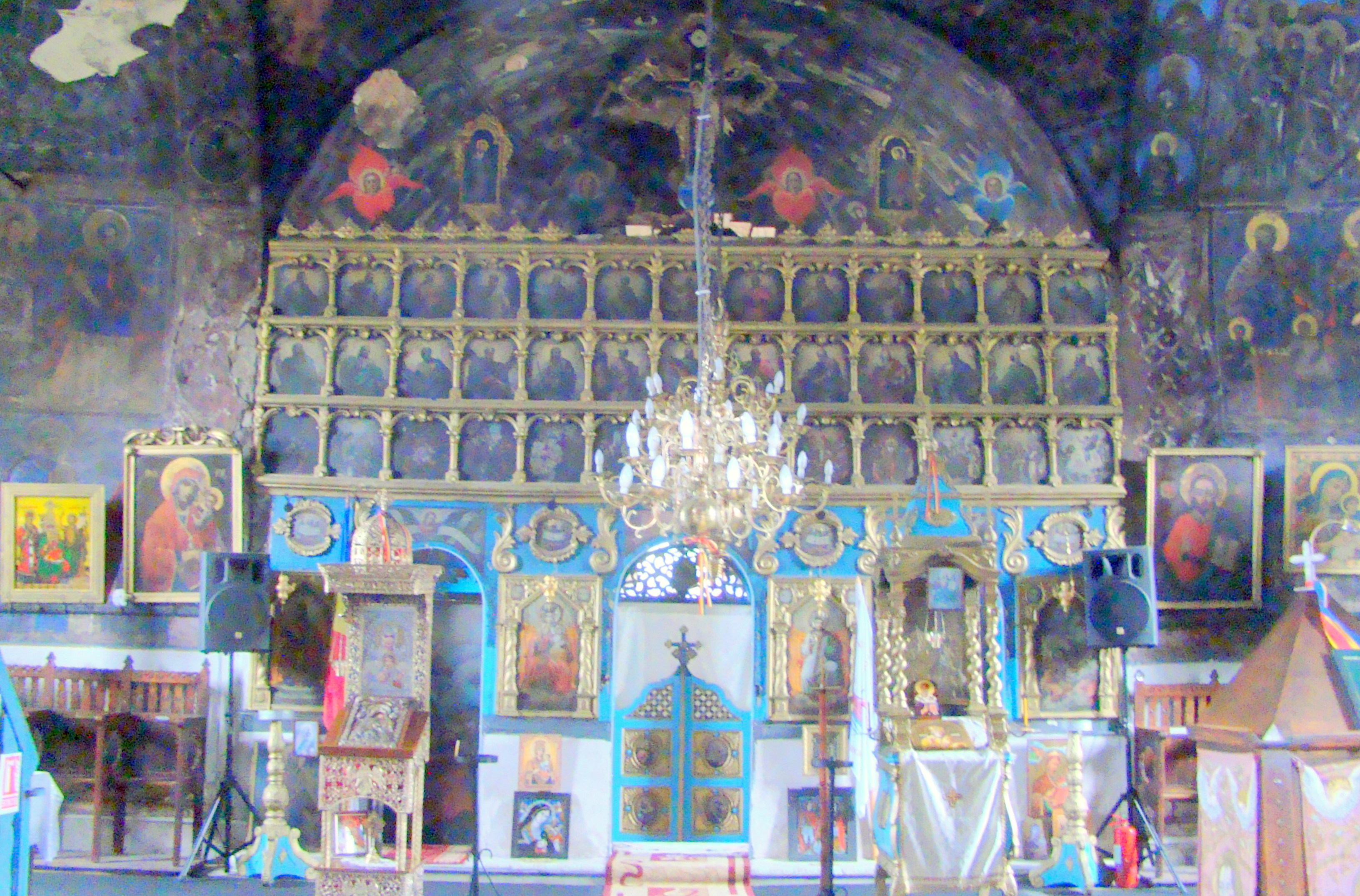
Iconostasul bisericii

Biserica Sfântul Nicolae este un monument istoric din localitatea Brețcu, comuna Brețcu, județul Covasna. Biserica se află pe lista monumentelor istorice sub codul LMI:  CV-II-m-A-13157.

## Localitatea
Brețcu (în maghiară Bereck) este satul de reședință al comunei cu același nume din județul Covasna, Transilvania, România. Se află în partea de est a județului, în Depresiunea Târgu Secuiesc, pe valea omonimă. Prima atestare documentară este din anul 1332. Dupa tradiție, numele de Brețcu ar deriva de la Sfântul Bricinius, un ucenic al Sfântului Nicolae, din ale cărui moaște au fost găsite părticele în antimisul primei biserici ortodoxe din comună, cu hramul „Sfântul Nicolae".

## Istoric și trăsături
În 1781, împăratul Iosif al II-lea emite edictul de toleranță, prin care se interzicea asuprirea cetățenilor pe motive religioase și se îngăduia oricărei confesiuni să-și construiască biserica și școala. În urma acestui edict, românii din Brețcu au pus temelia, la 20 octombrie 1783, unui lăcaș de cult, ce va purta hramul Sfântul Nicolae". În demersul lor au fost sprijiniți de Episcopul Ardealului, Ghedeon Nichitici (1783-1788) și au terminat biserica în anul 1787. Sfințirea s-a făcut în 1793, sub păstorirea Episcopului Gherasim Adamovici. Toti credincioșii au contribuit cu bani la ridicarea ei. În fruntea lor s-a aflat preotul Spiridon Dimian, care a contribuit cu suma de 1.036 „bani nemțești”.
Biserica se află în partea de sud a comunei. Este zidită în stil moldovenesc, în formă de cruce bizantină, cu abside laterale și două turnuri: unul înalt, deasupra tindei de la intrare, și altul mai mic, deasupra naosului. Lungimea bisericii este de 14 m, iar lățimea de 7,5 m; zidul lat de 50 cm este construit din piatră și cărămidă. La intrare, deasupra ușii, se află pisania: „În numele Tatălui și Fiului și al Sfântului Duh, s-a zidit aceasta sfântă biserică din temelie, ce prăznuiește hramul Sfântului Ierarh Nicolae. S-a edificat sub păstorirea P.S. Ghedeon Nichitici. S-a sfințit biserica sub păstorirea P.S. Gherasim Adamovici".
Proscomidiarul este din piatră, iar pe jos este mozaic. În decursul vremii s-au realizat mai multe reparații: în 1862 biserica s-a legat în fier; în 1896 s-a reparat acoperișul; în 1901  s-a repictat catapeteasma de către pictorul Patridis. Biserica este pictată în interior, respectându-se cerințele erminiilor bizantine. Predomină scene din Noul Testament și figuri de mucenici. Icoanele de pe iconostas sunt pictate în ulei pe lemn. Autorii picturii nu se cunosc. La nord-est de biserică este clopotnița din lemn, acoperită cu tablă, ridicată pe o fundație de piatră. Doua din clopotele actuale au fost cumpărate de Damian Popescu, fiu al satului și negustor în Brăila, cu suma de 70.000 lei, în 1924. Vechile clopote erau: cel mic, din 1775, cumpărat de Stoica Cotiga, cel mijlociu, cumpărat în 1823 de credincioși, iar cel mare cumpărat în 1832, tot de credincioși. La nord de biserică (40-50 m) se află casa parohială.

## Imagini din exterior

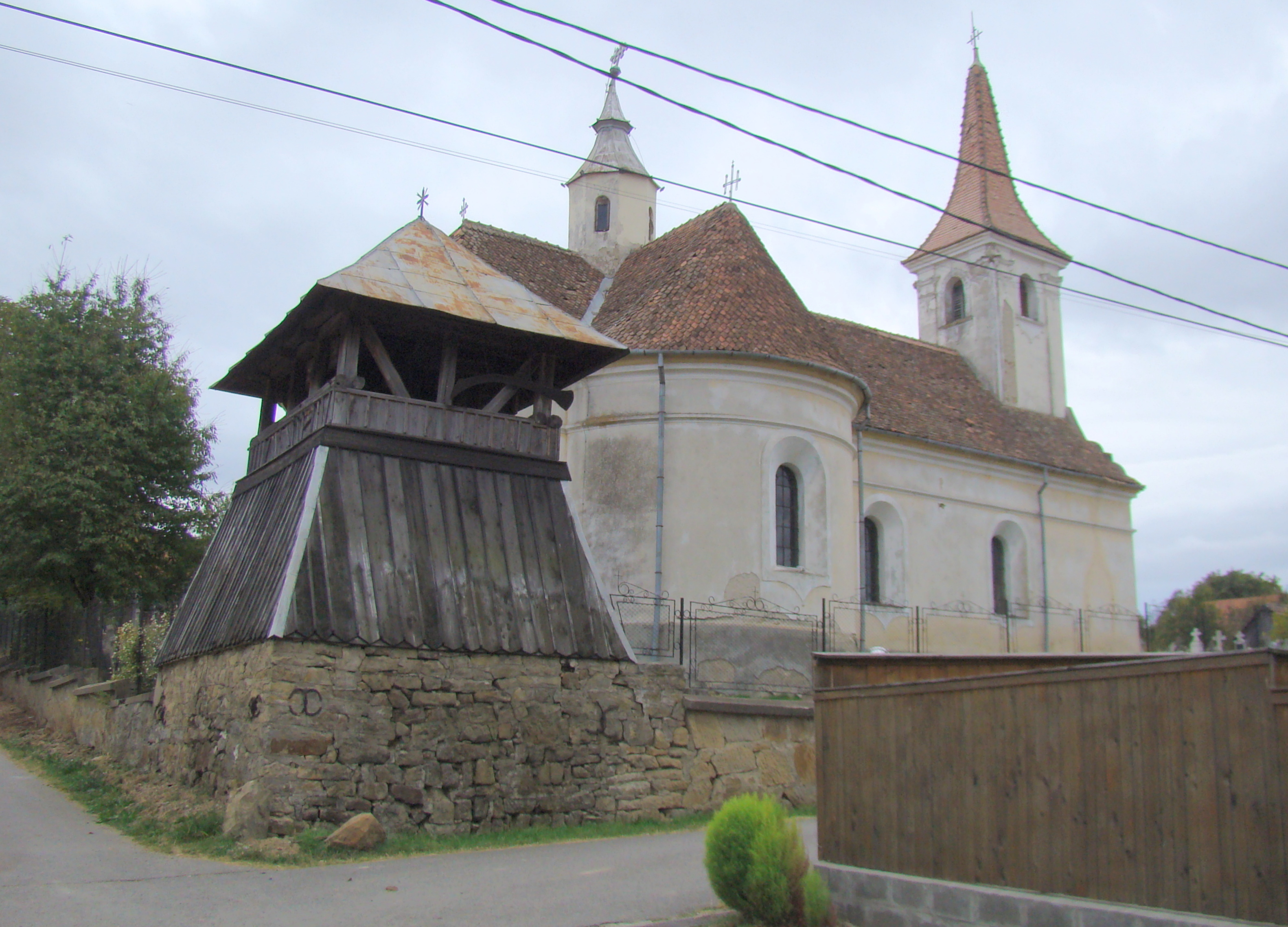
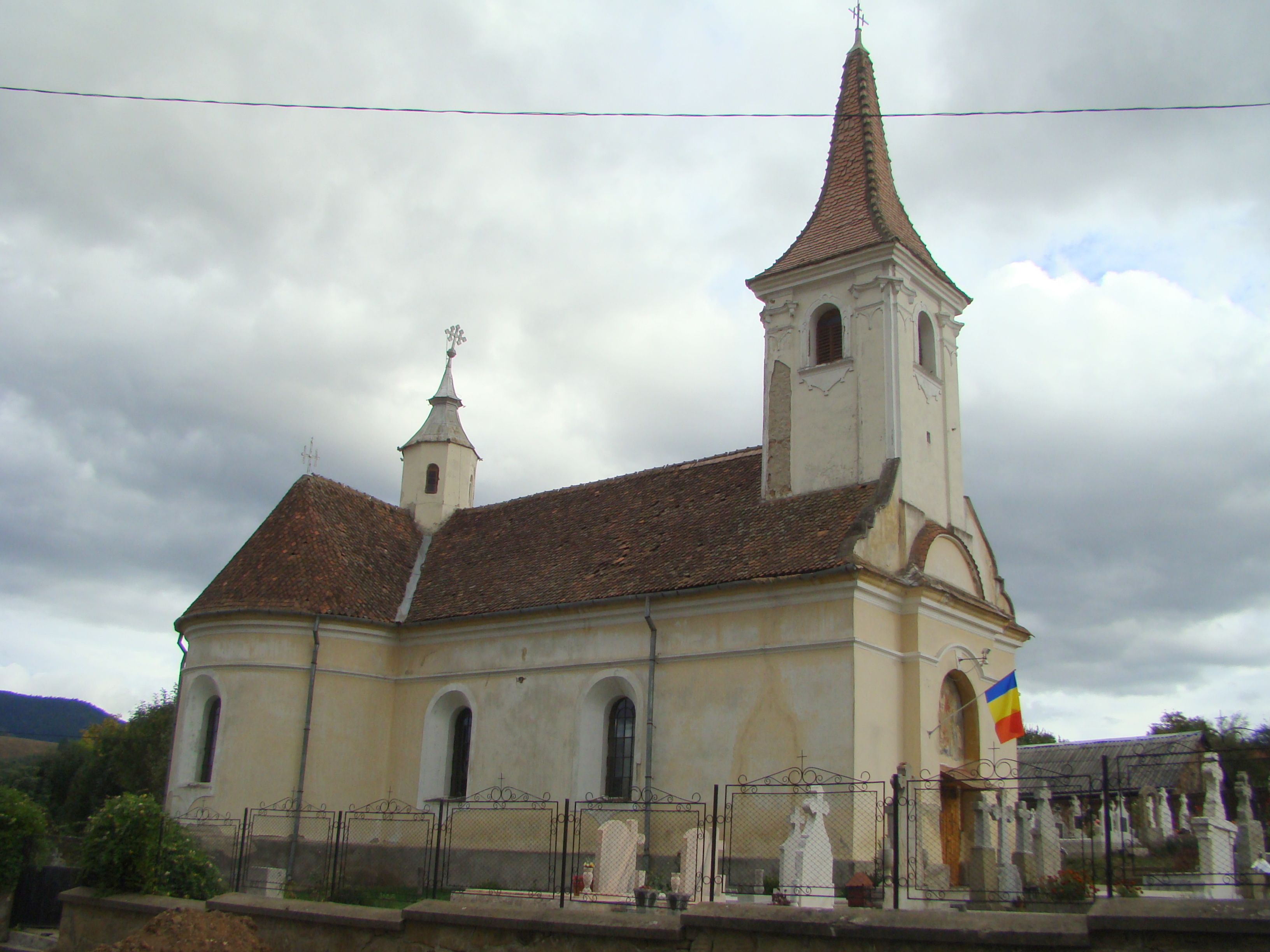
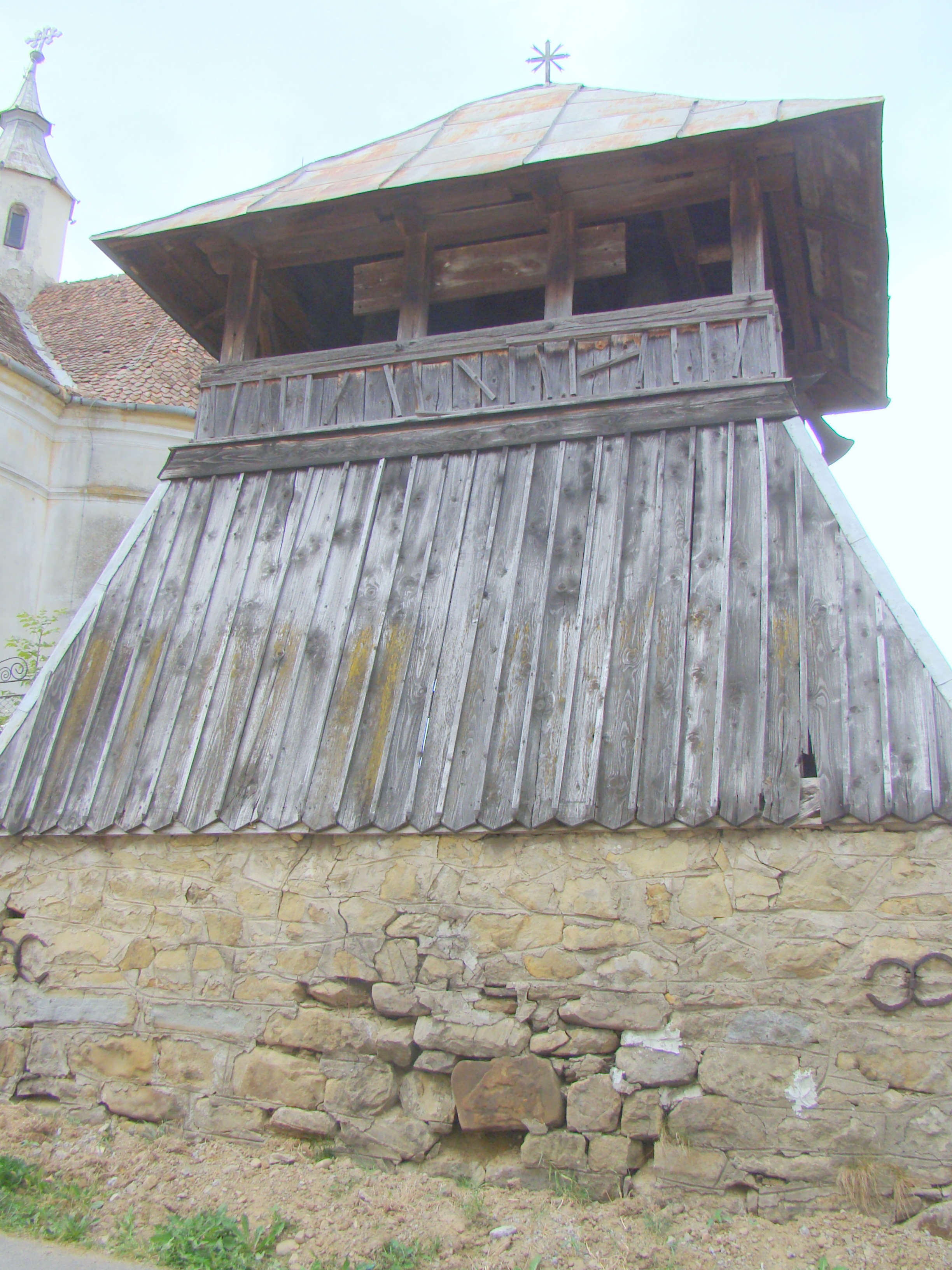
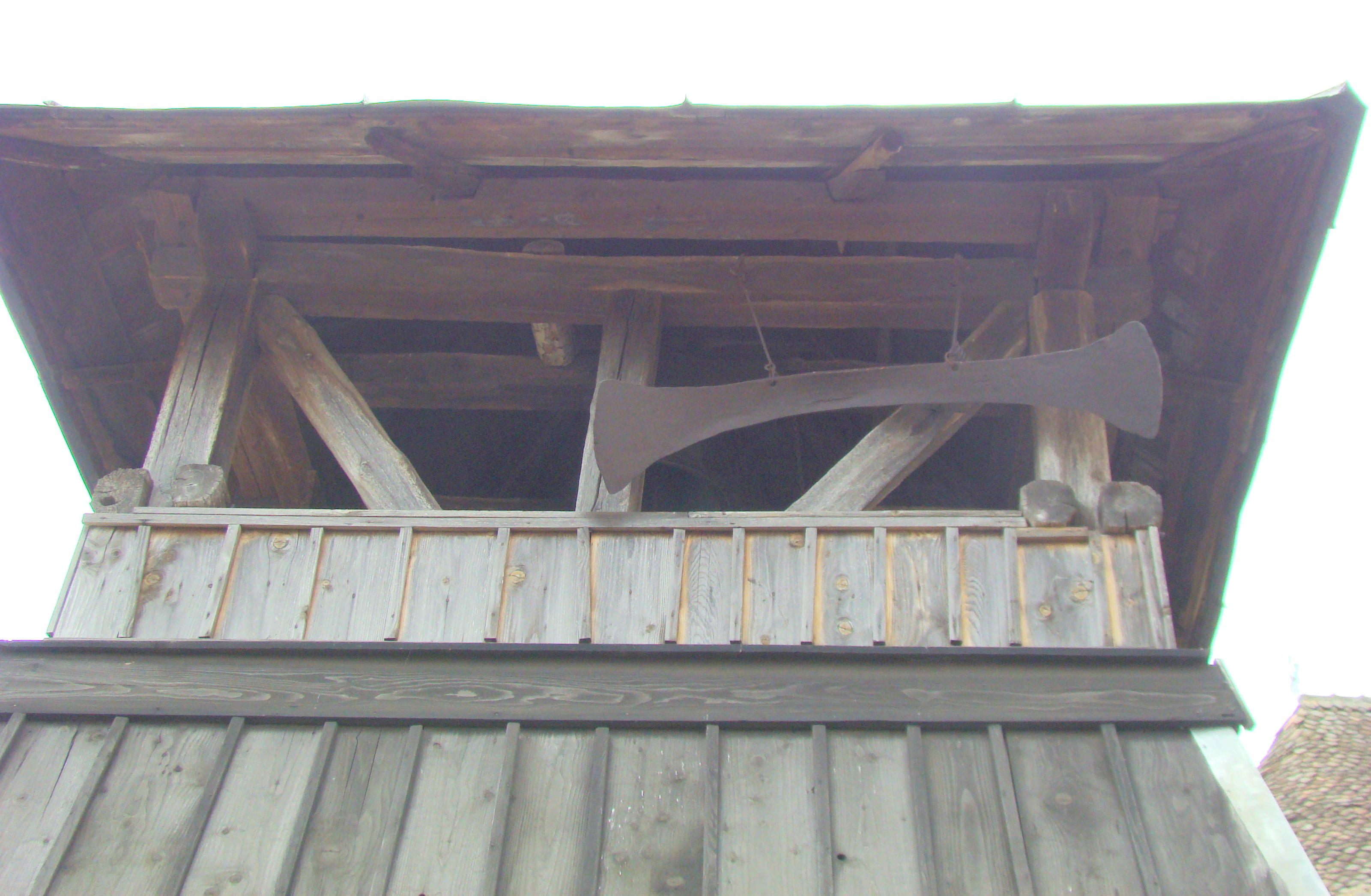
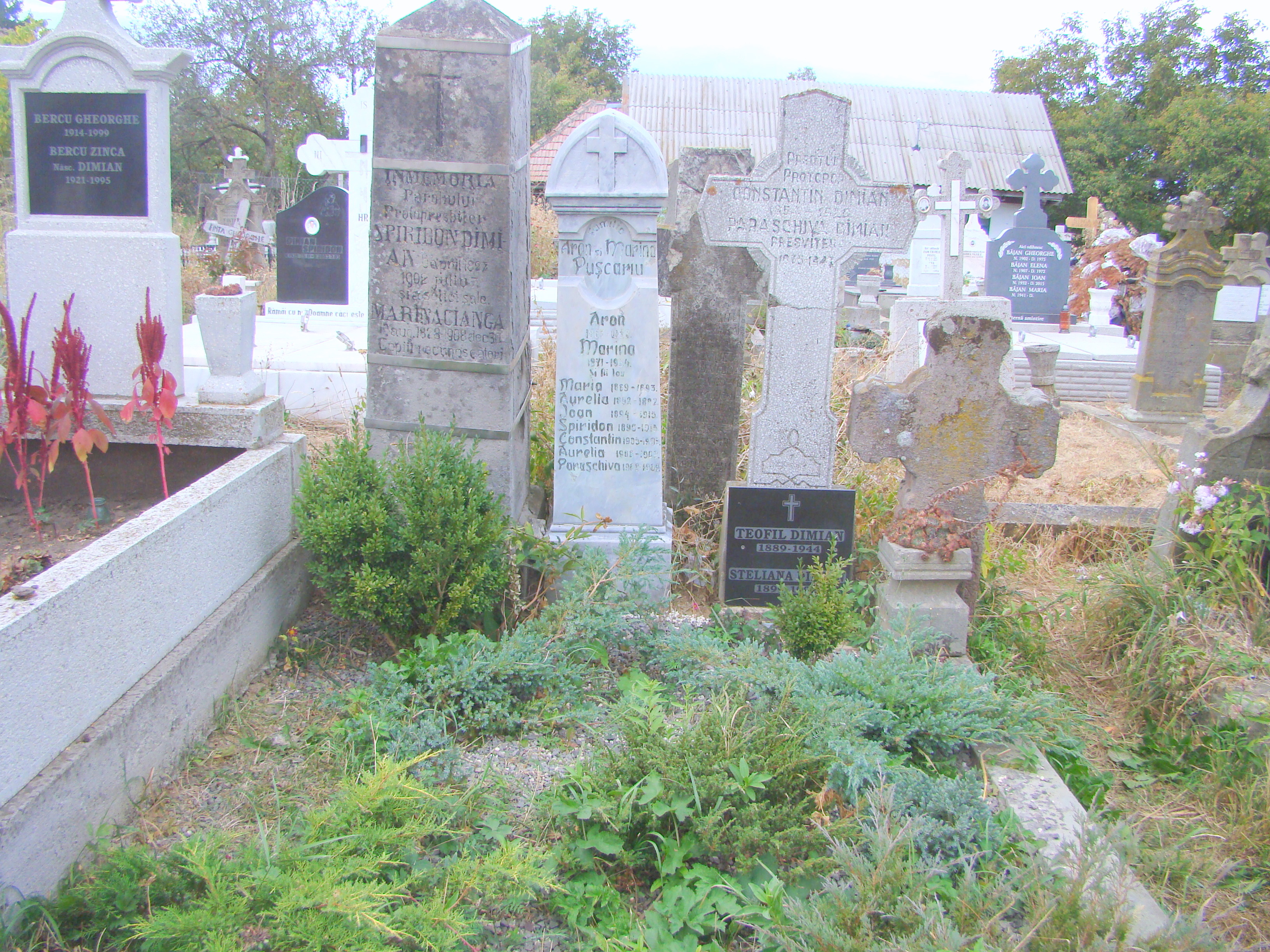
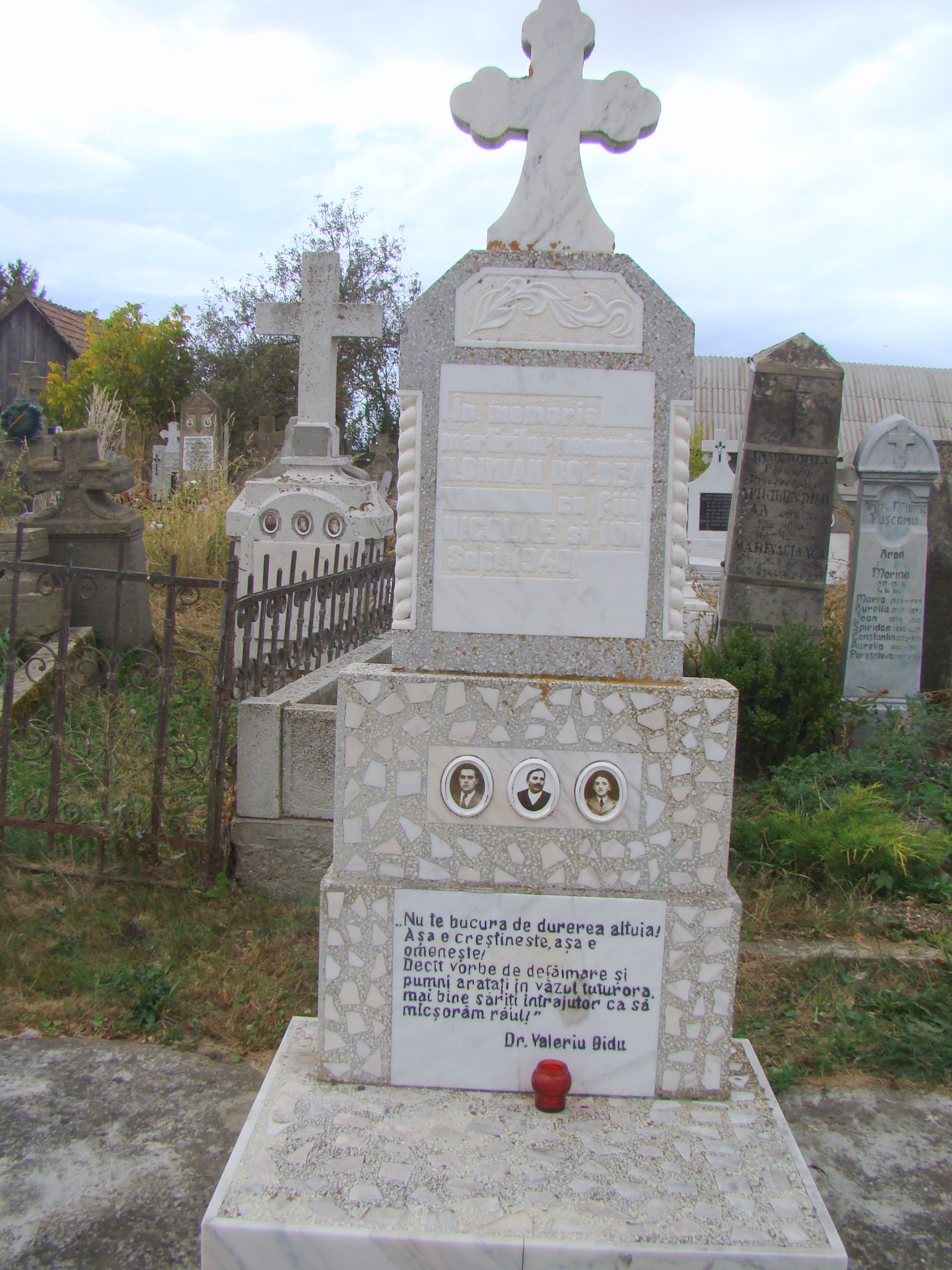
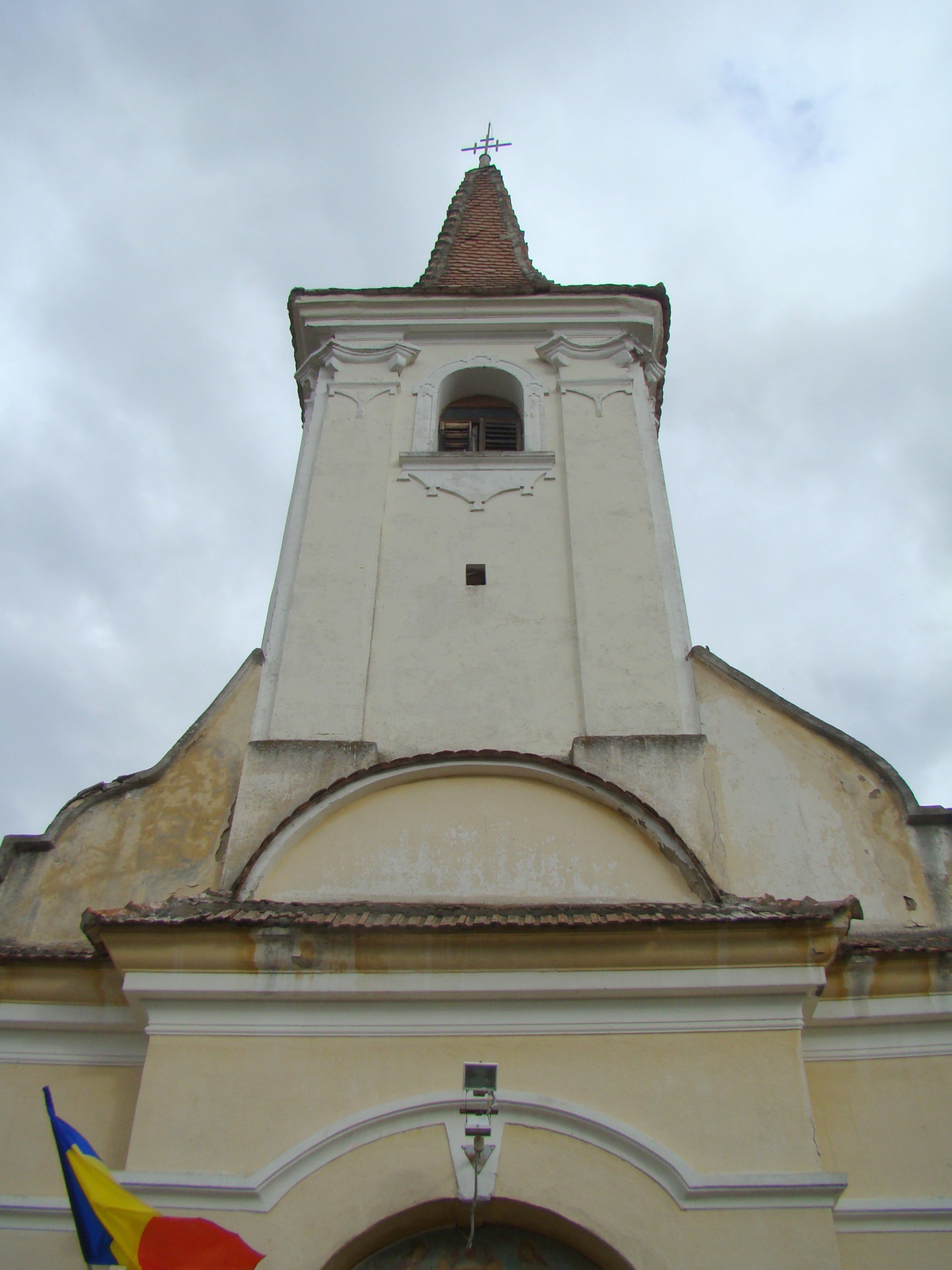
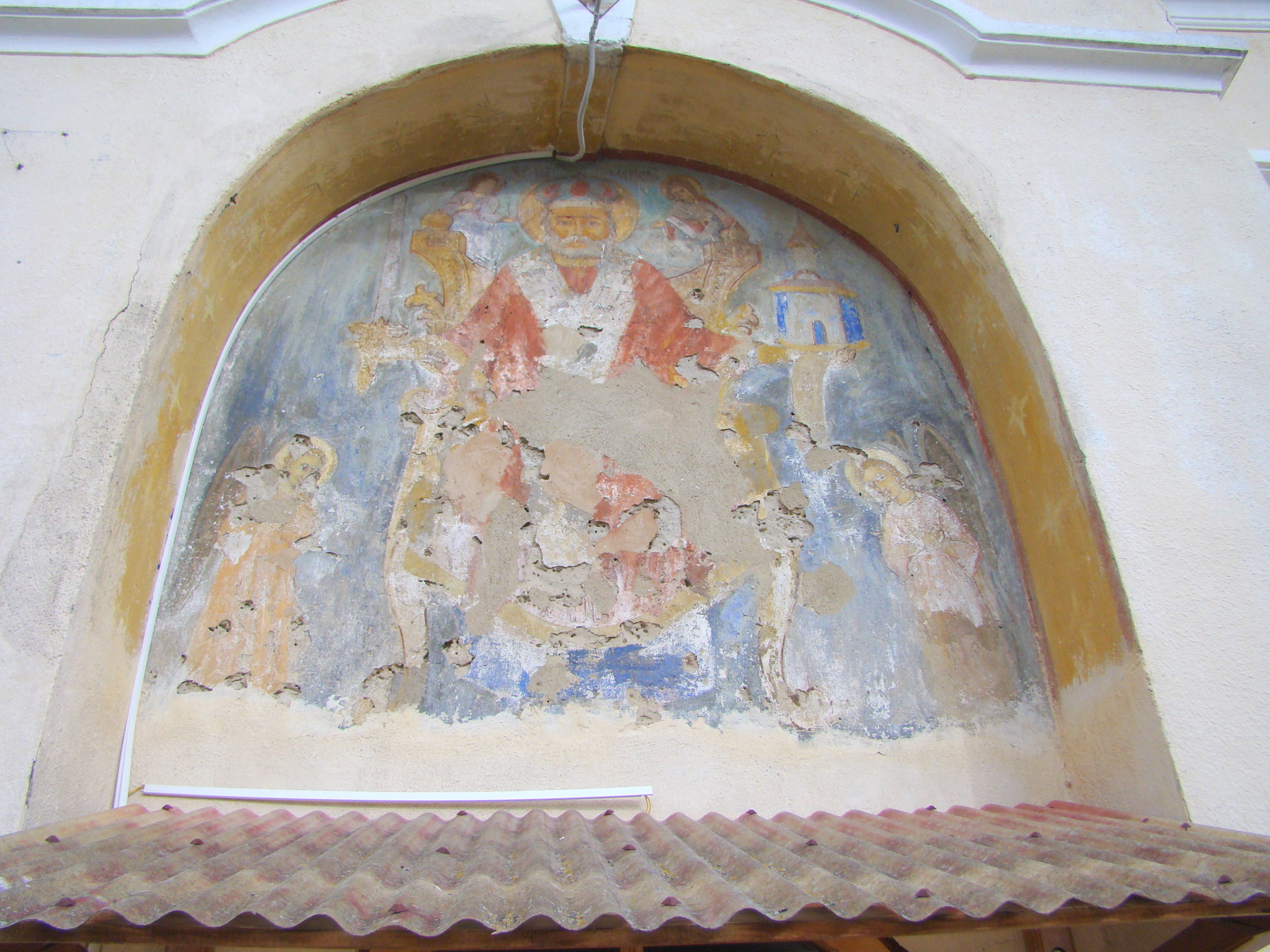
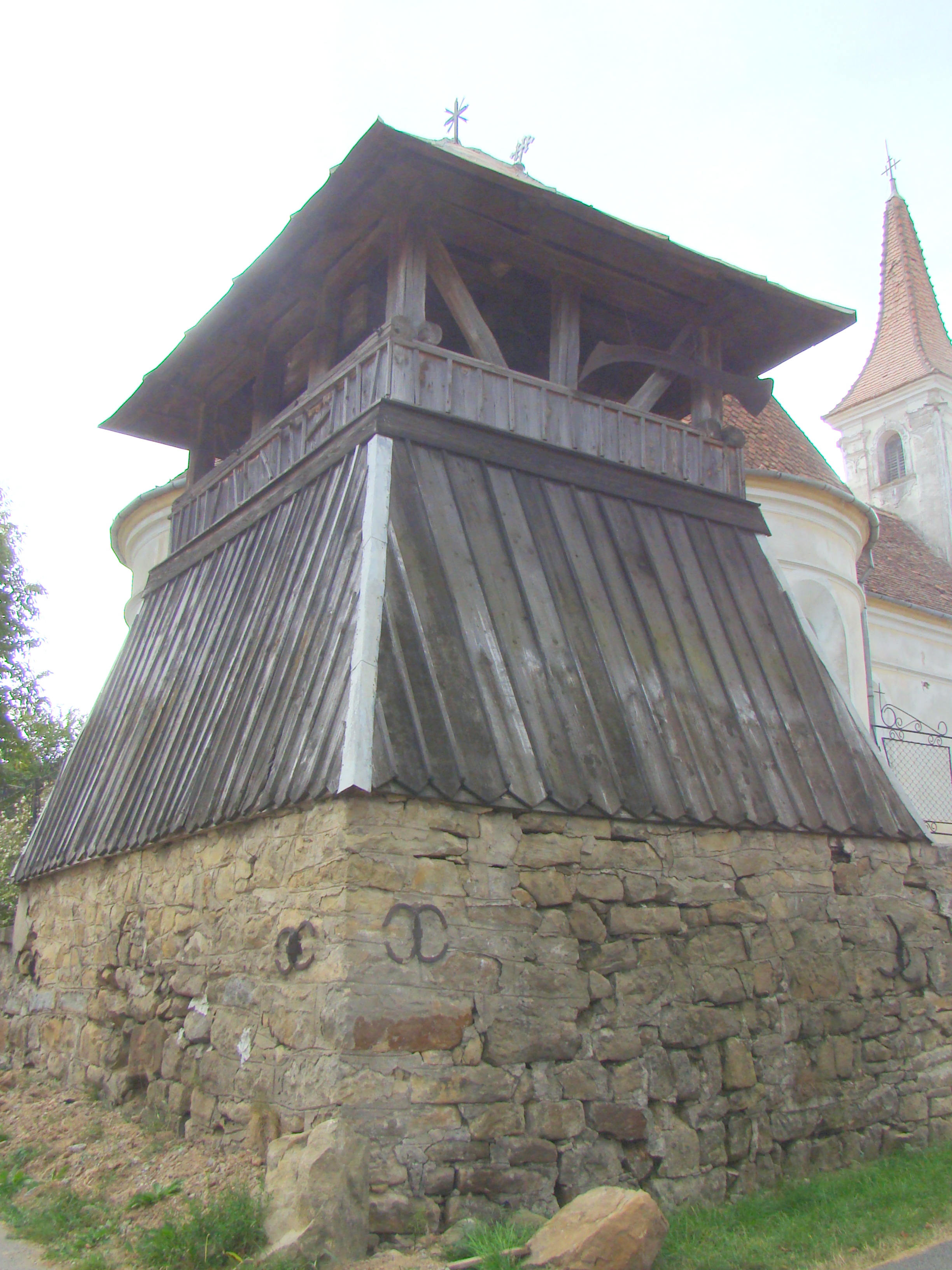
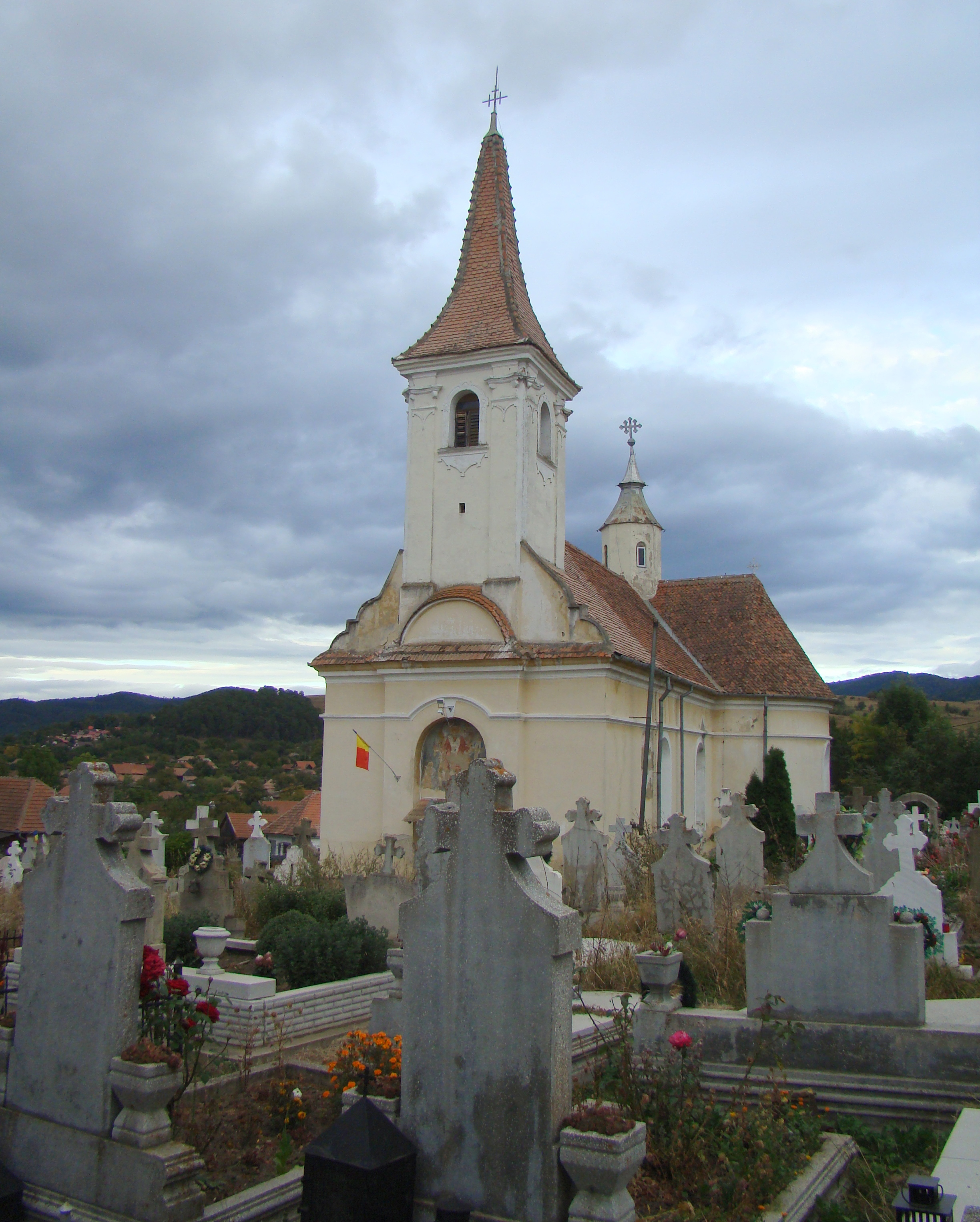
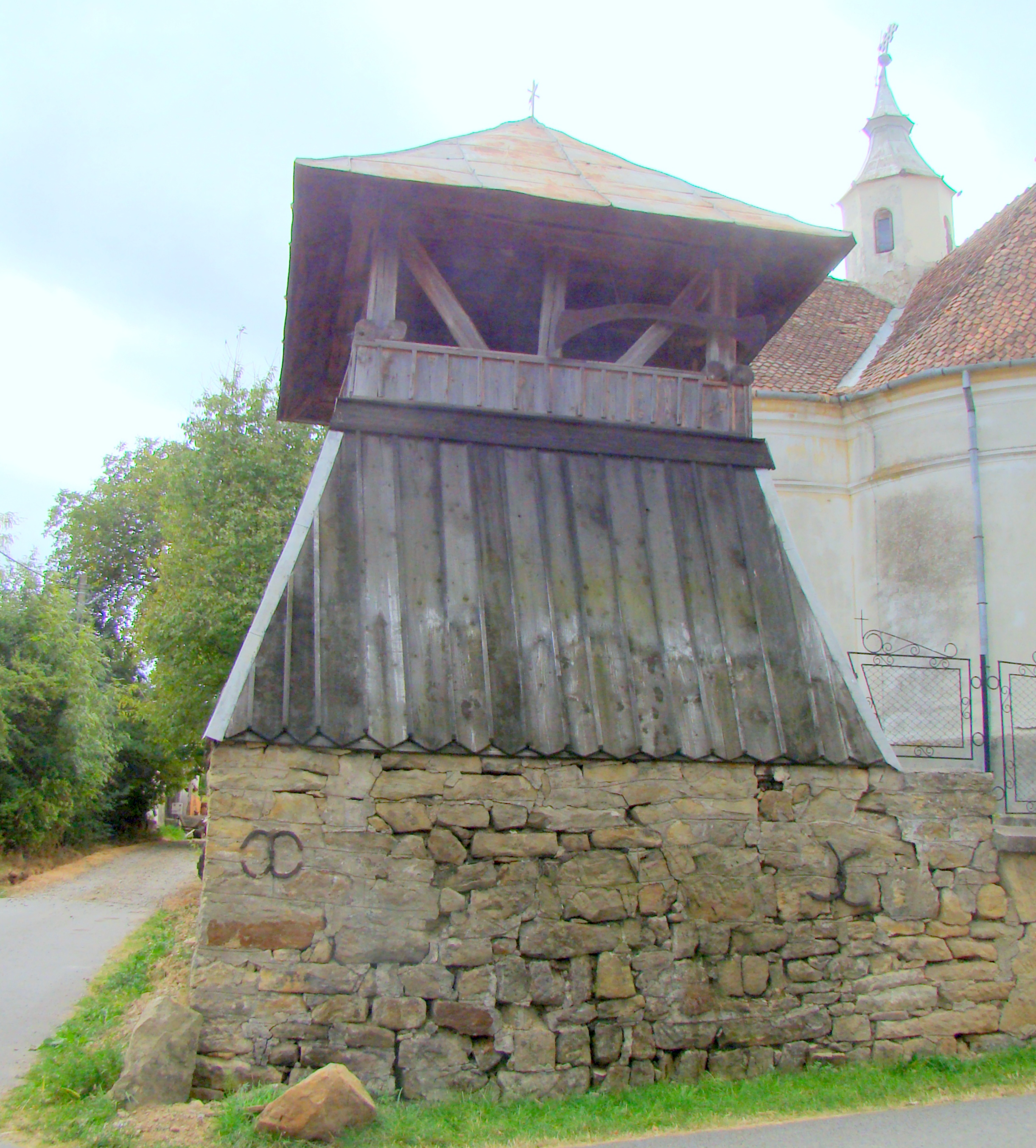
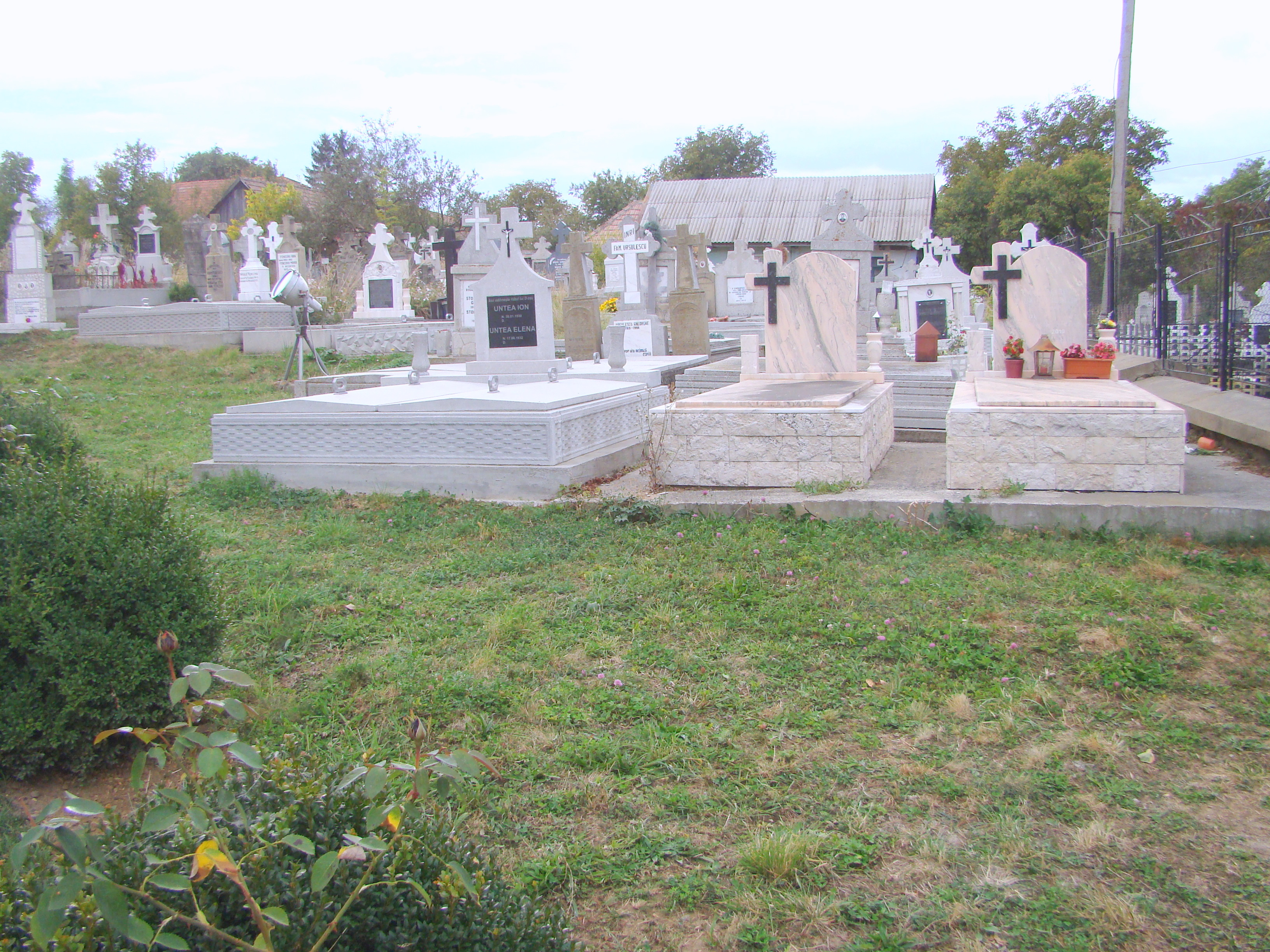
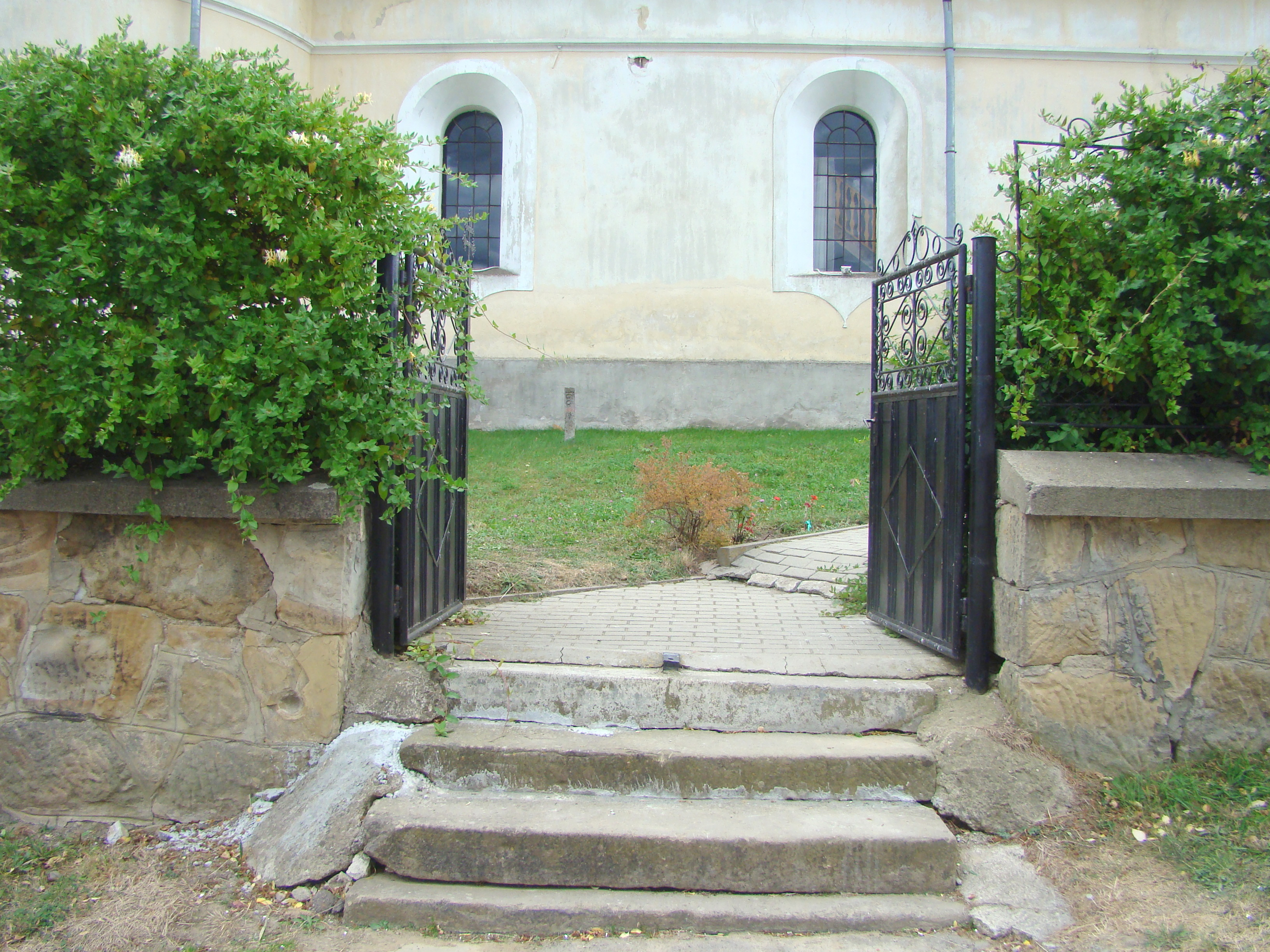
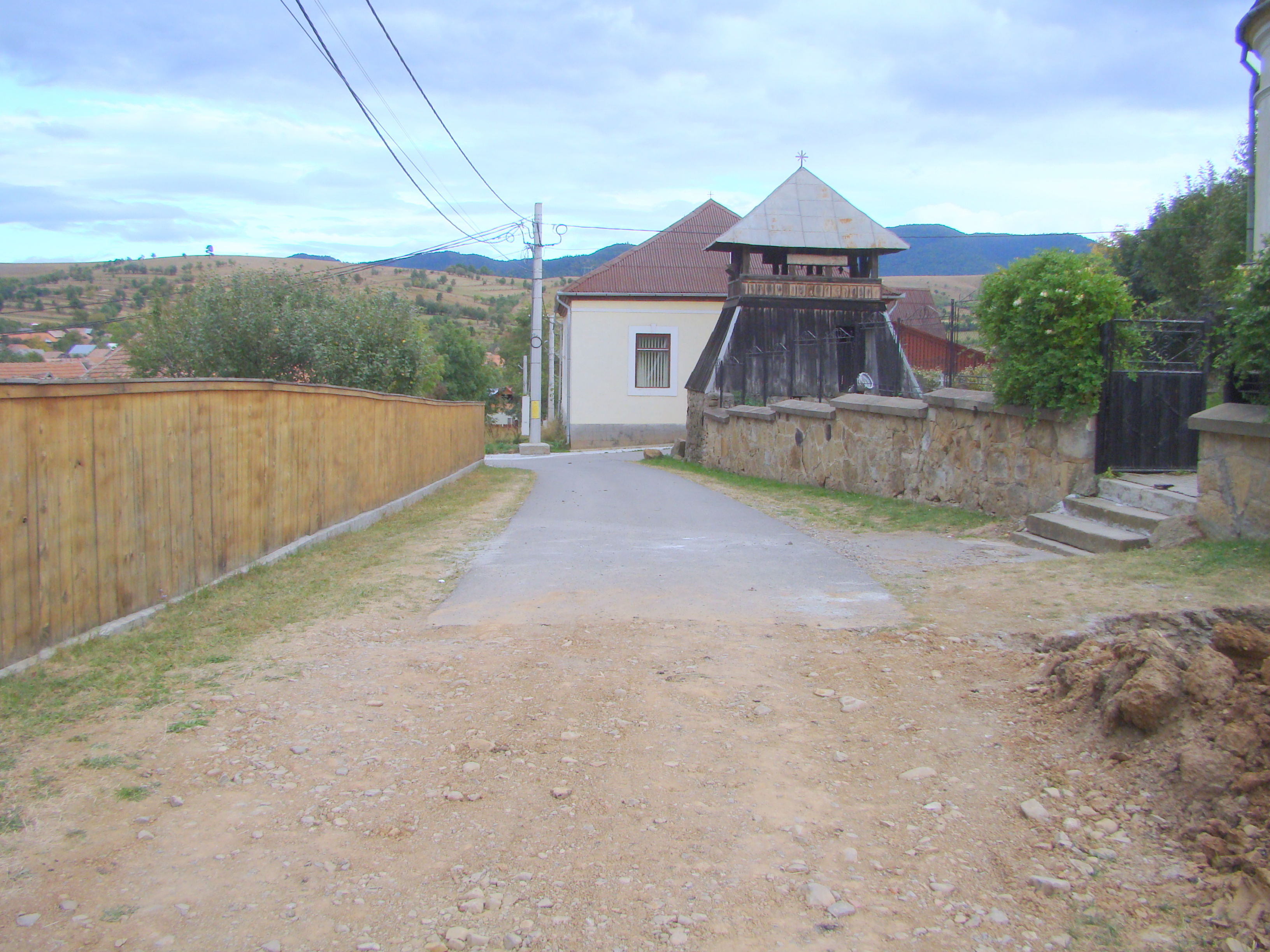
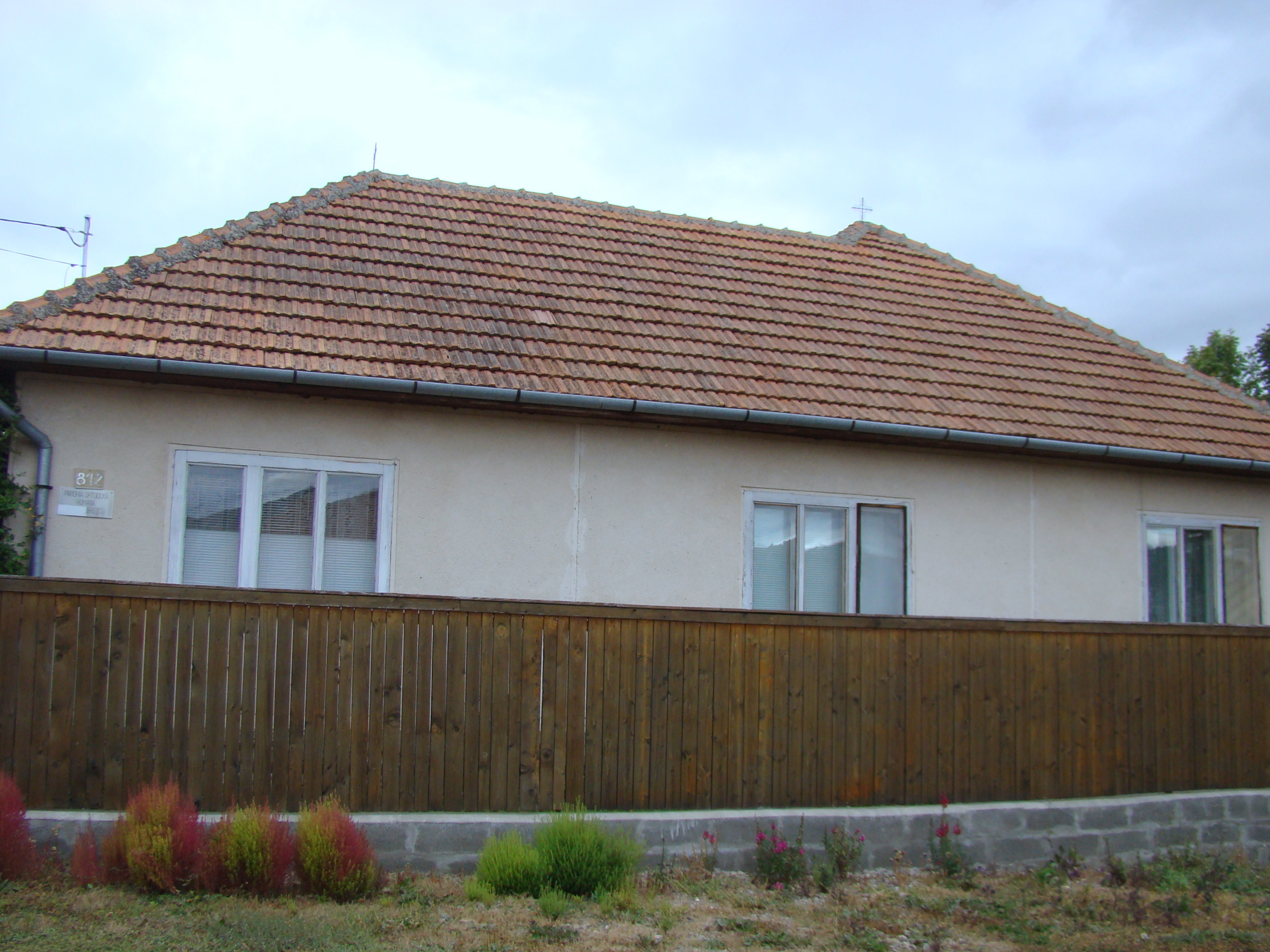
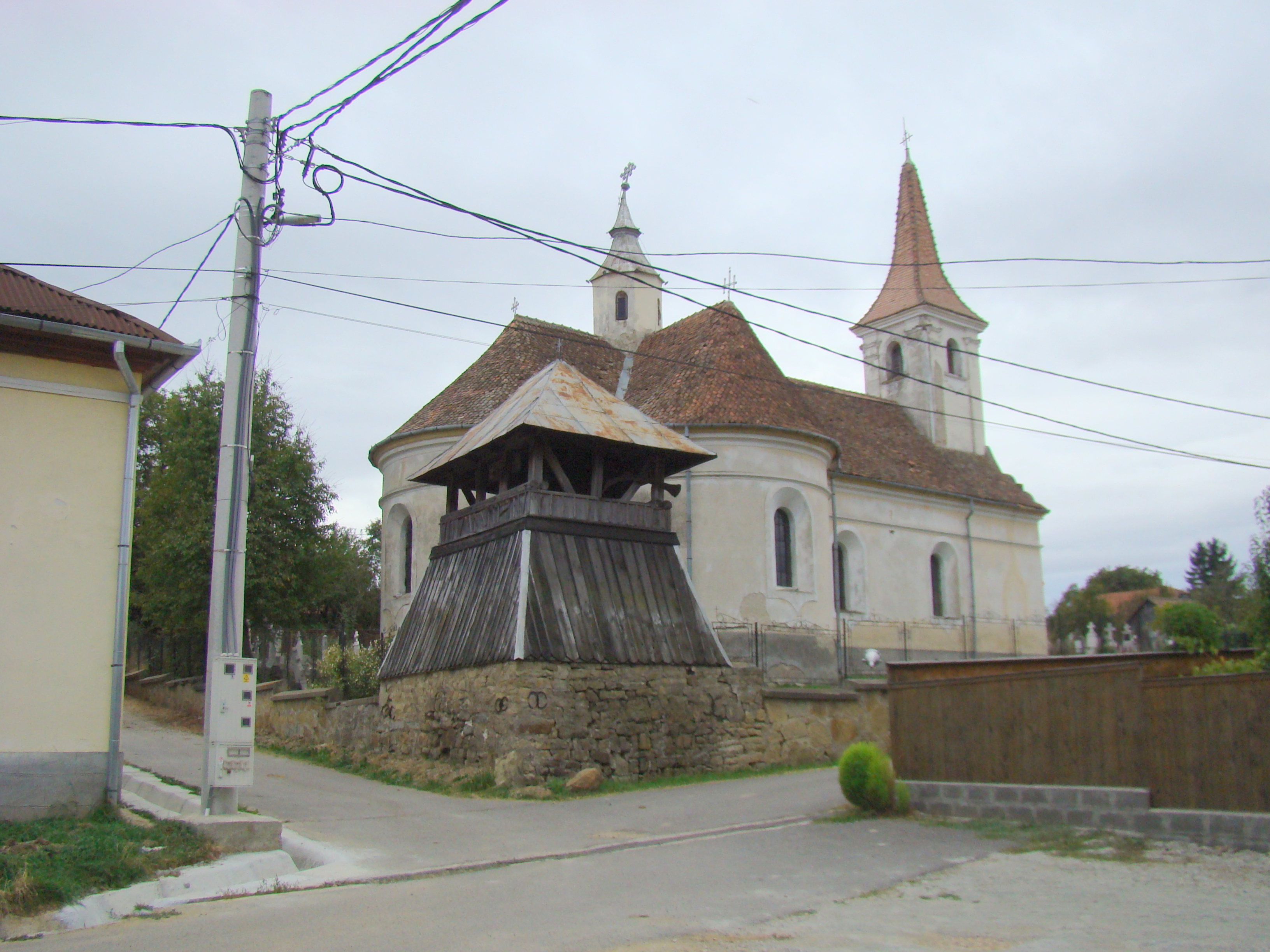

## Imagini din interior

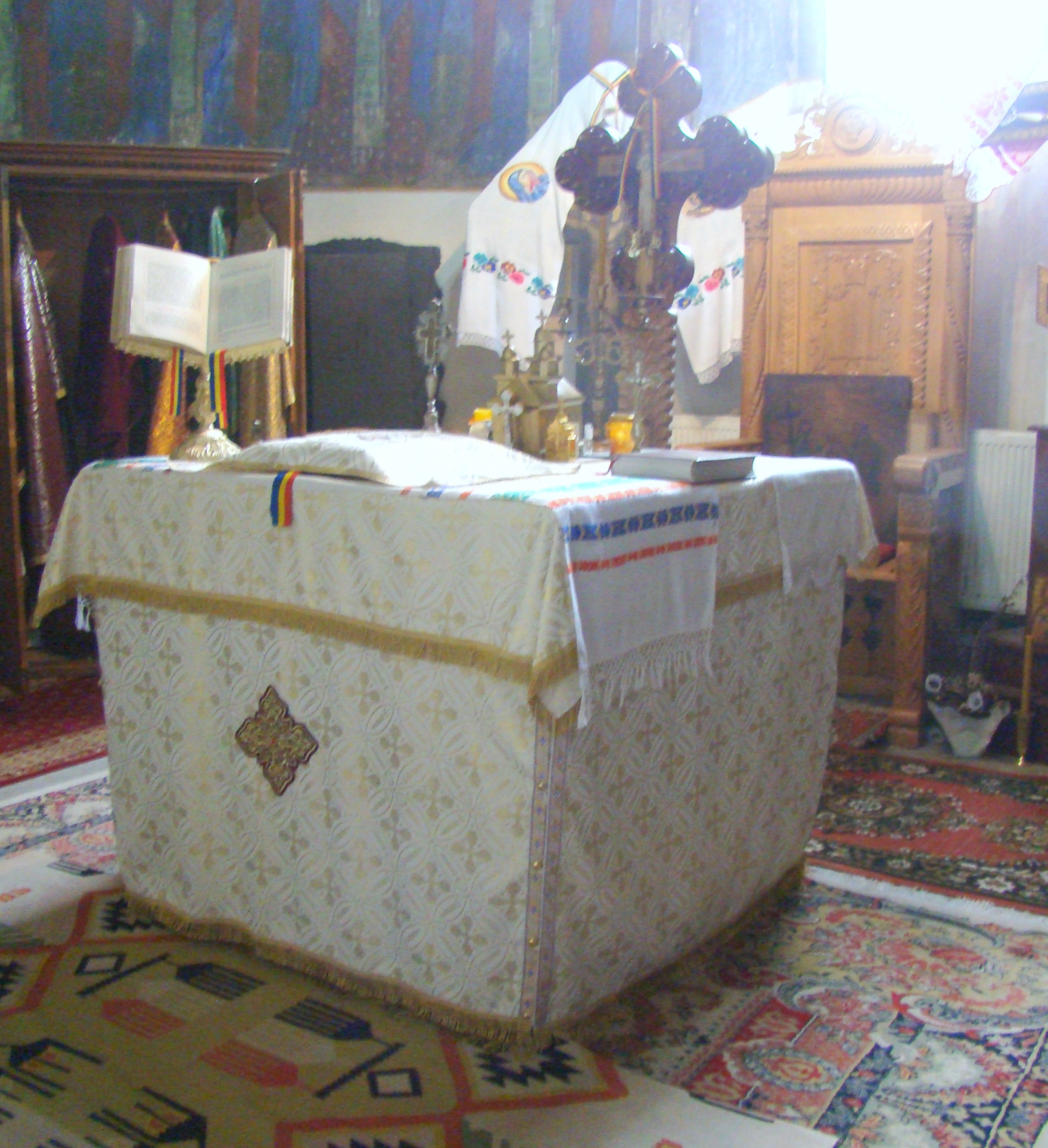
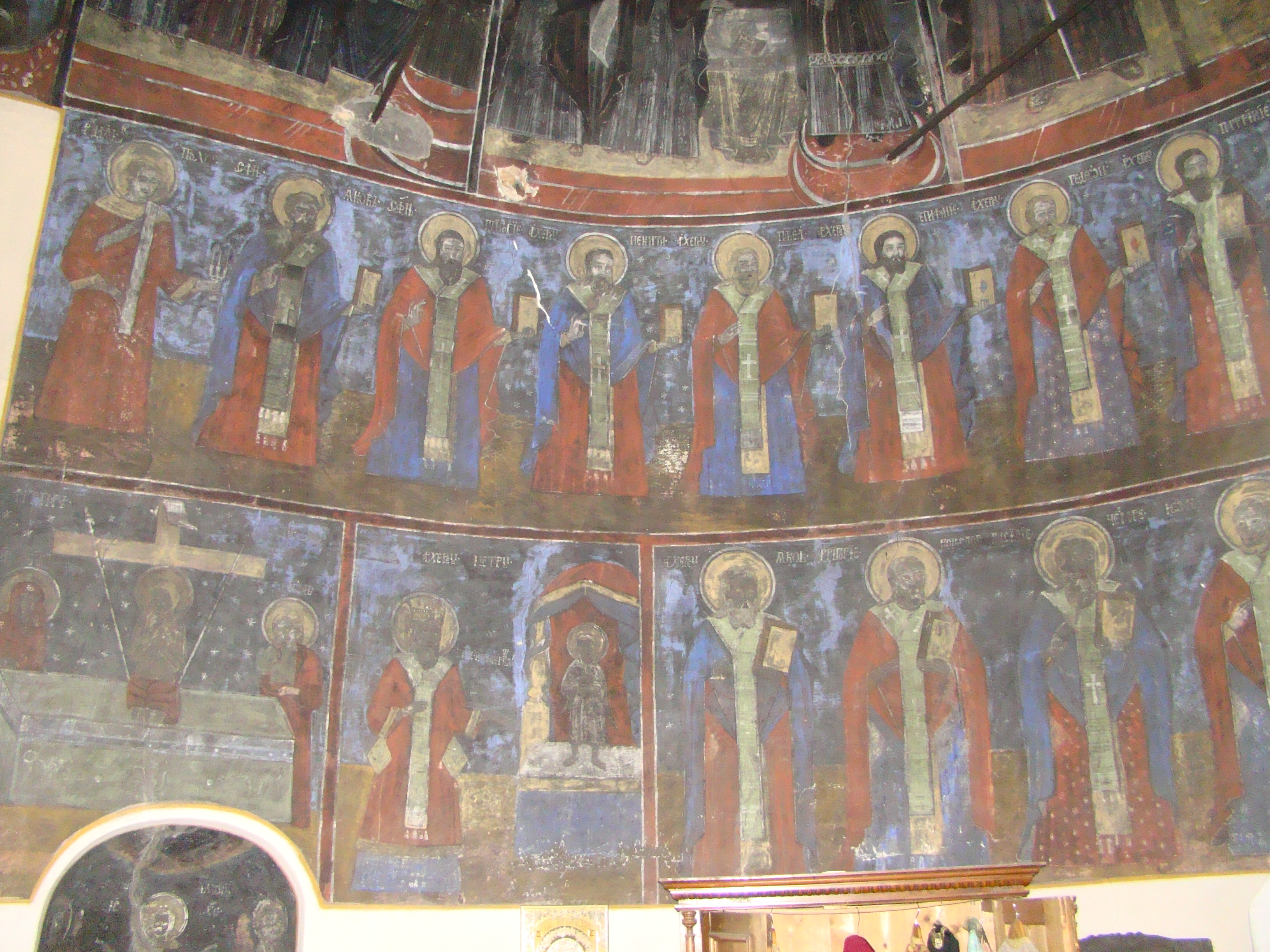
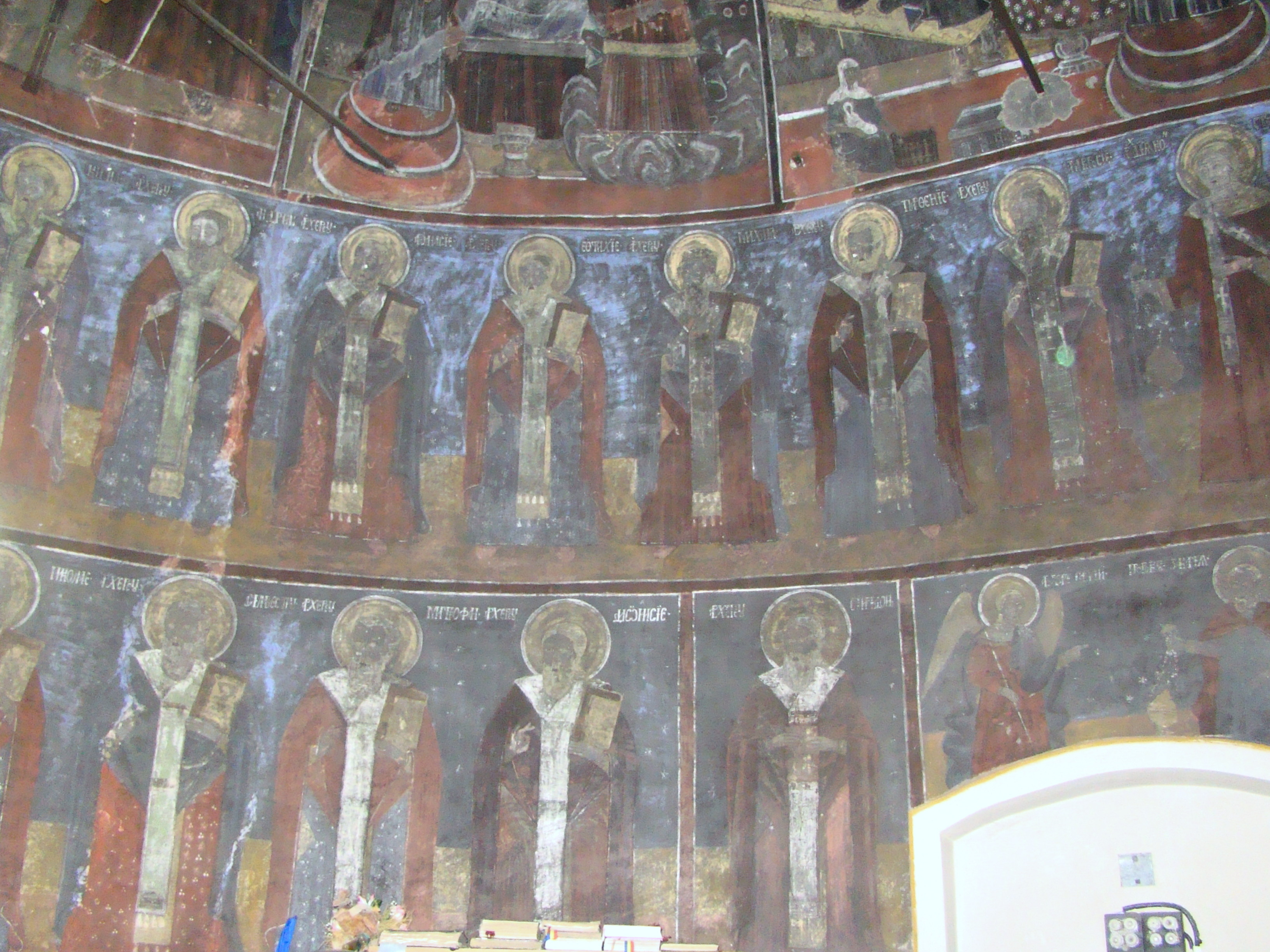
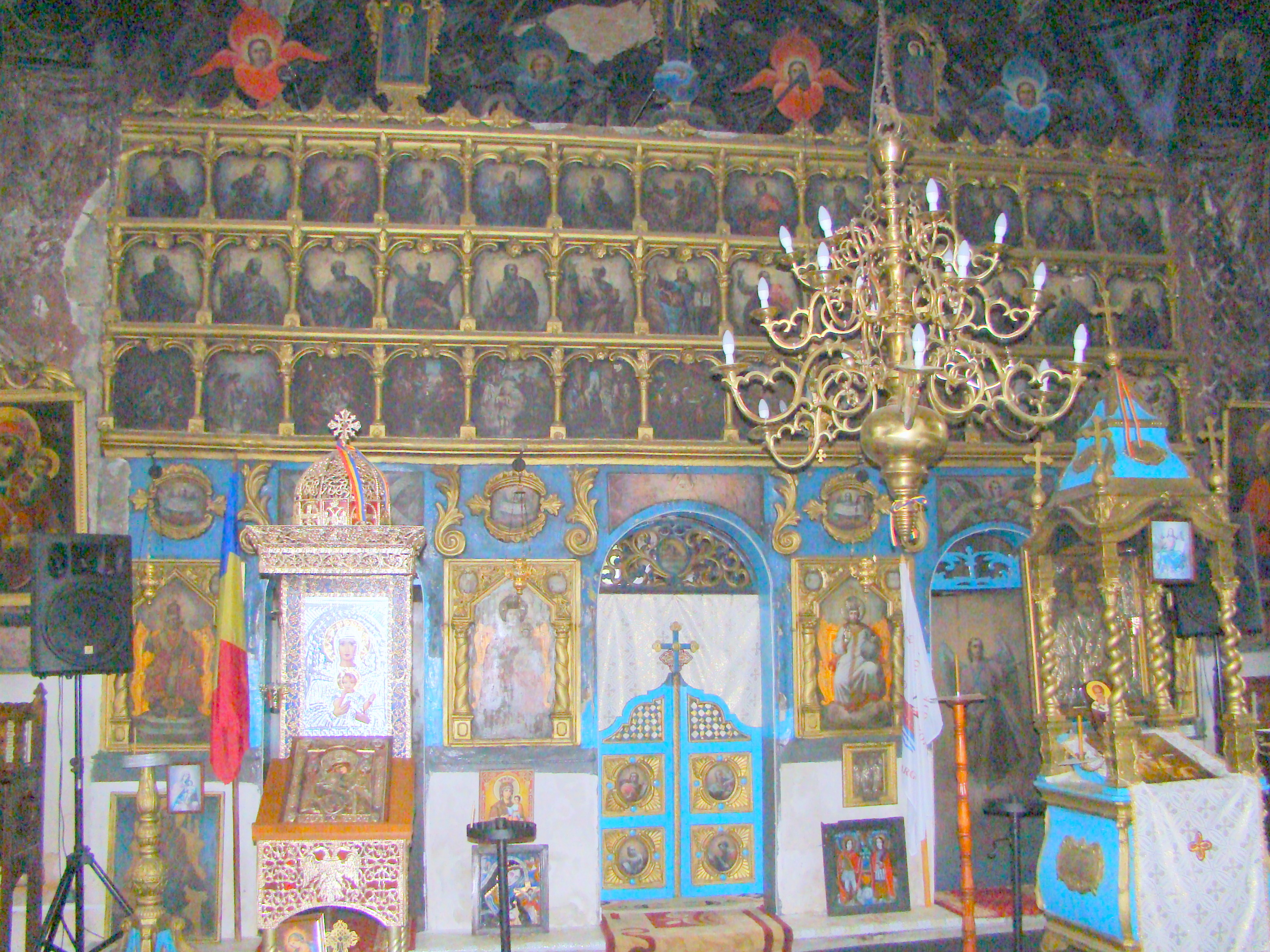
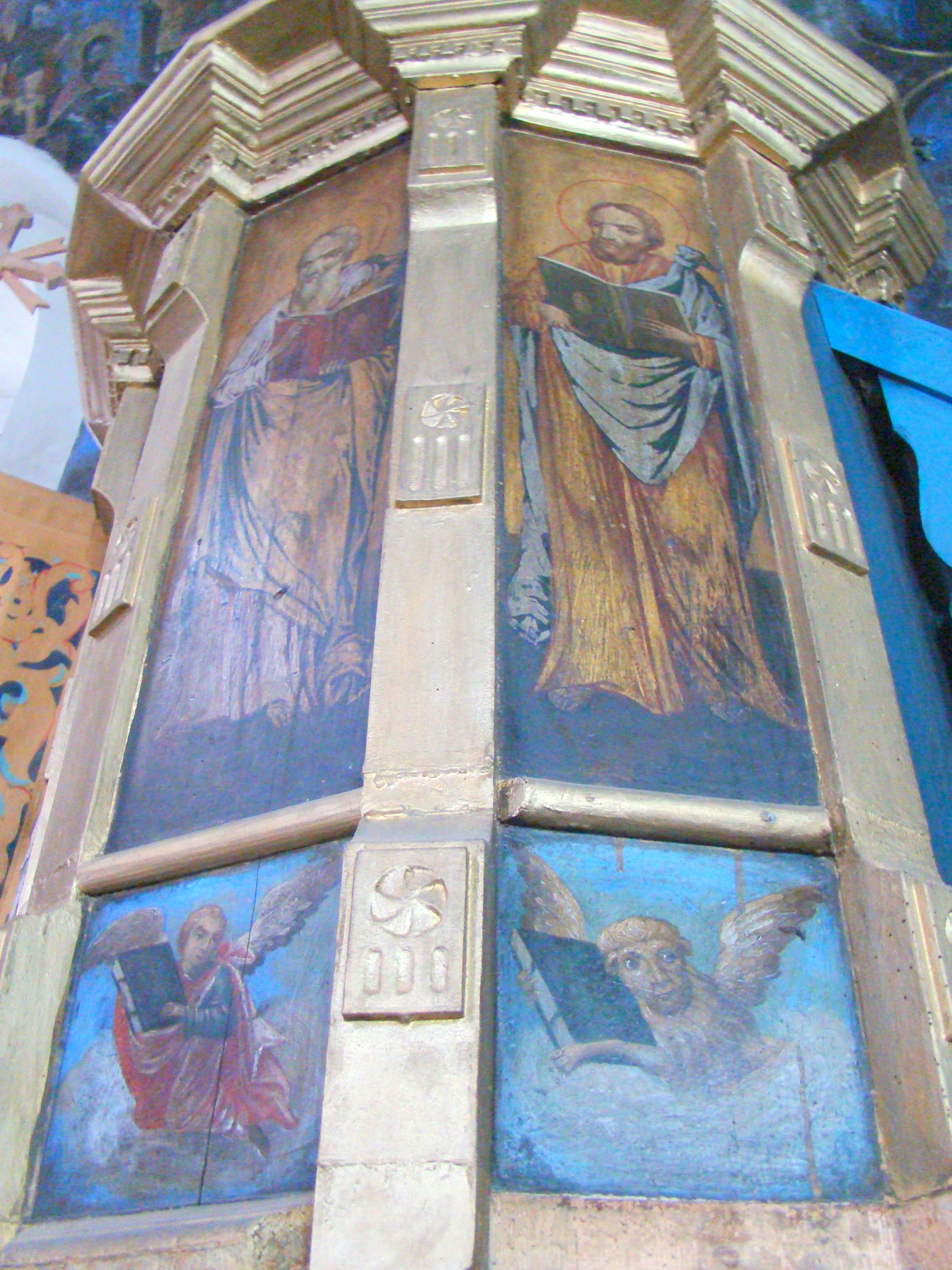
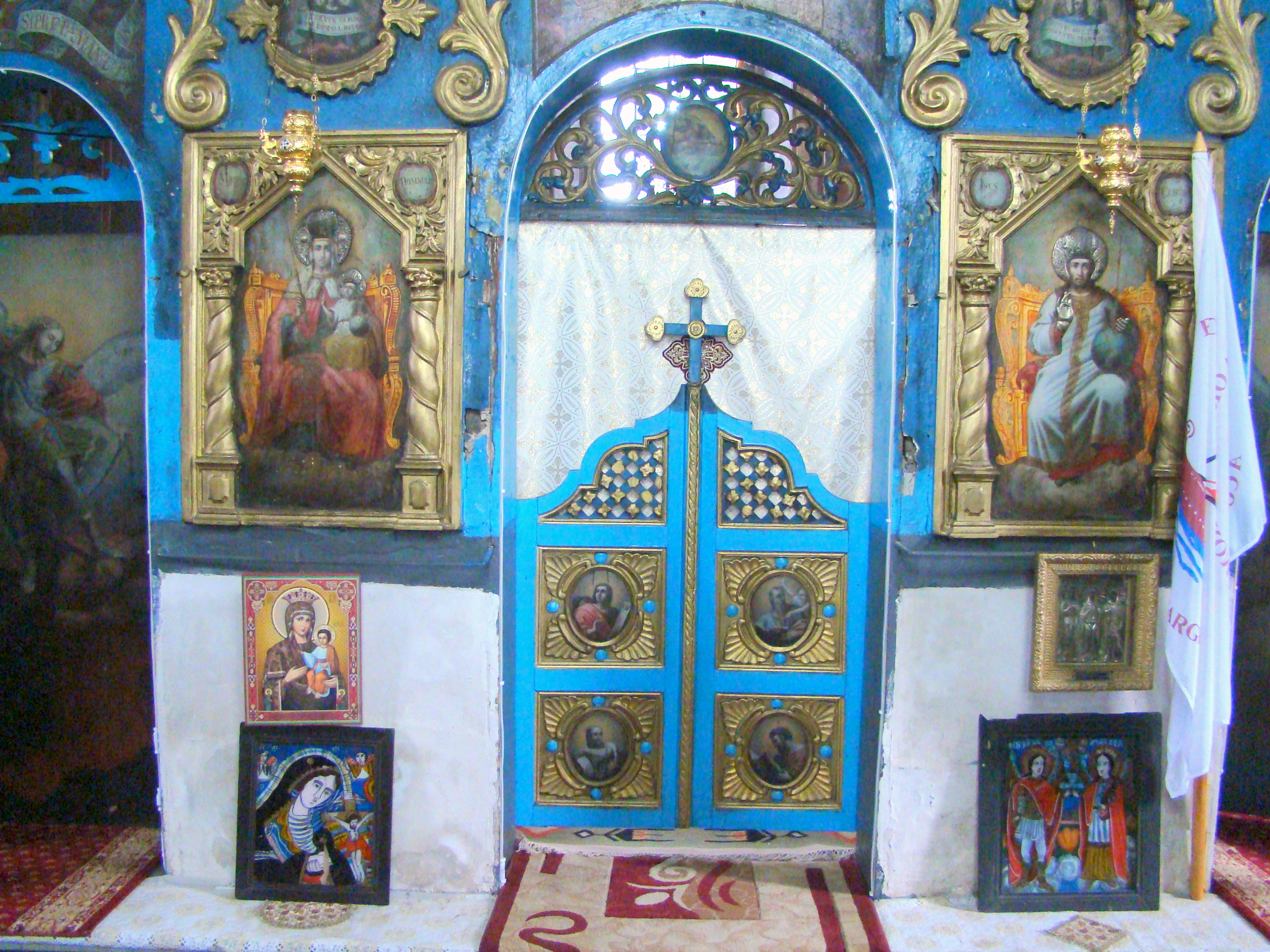
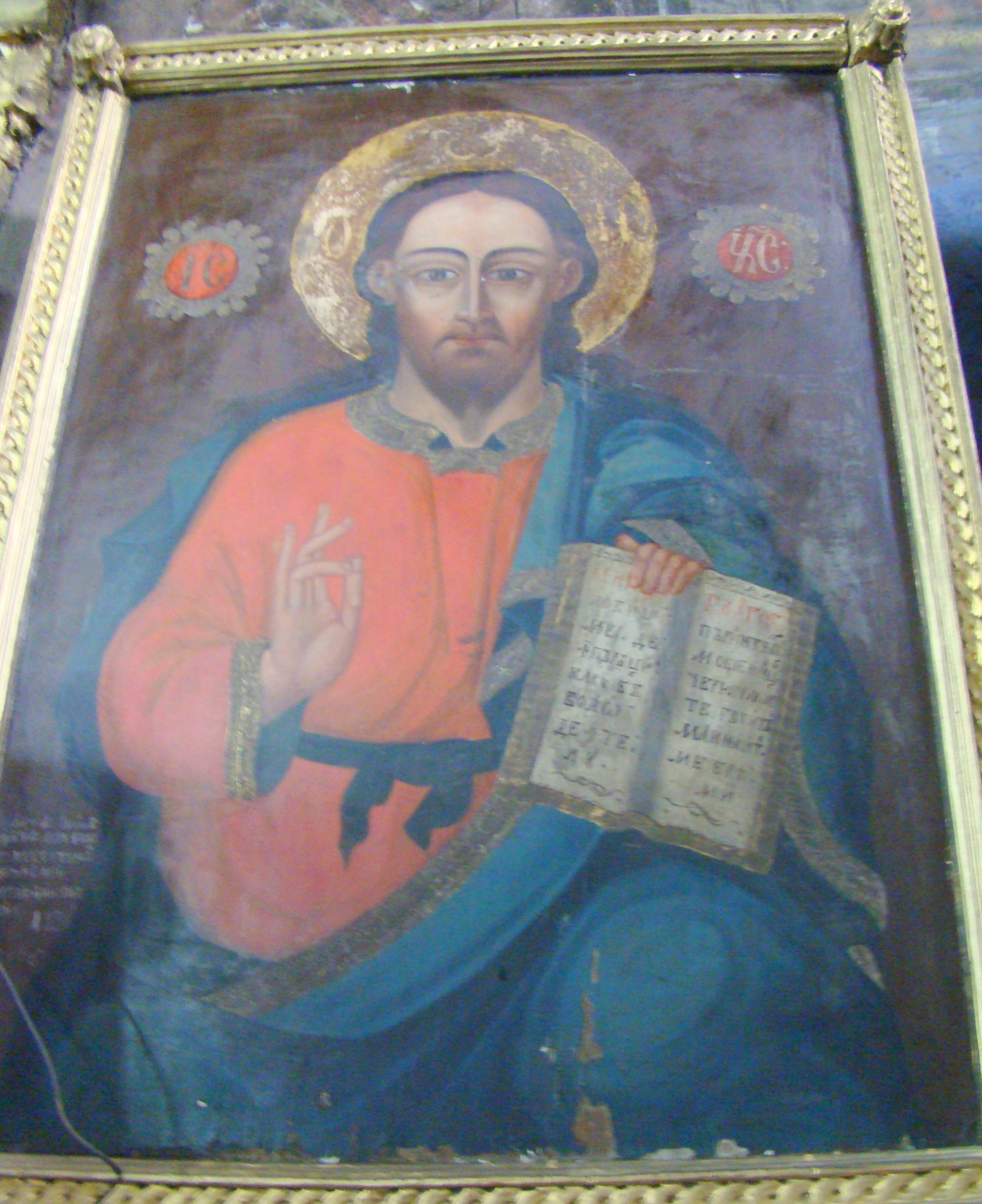
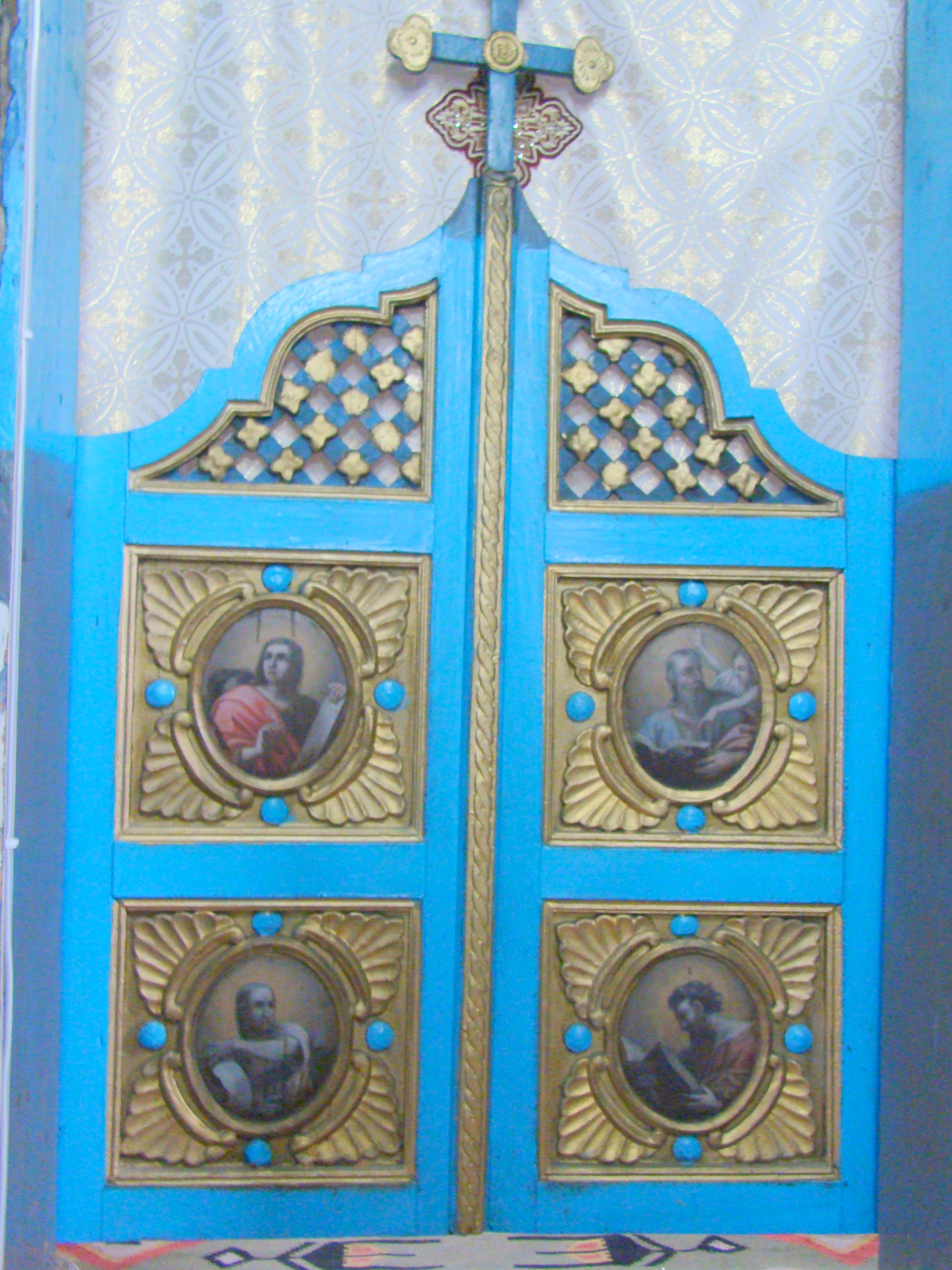
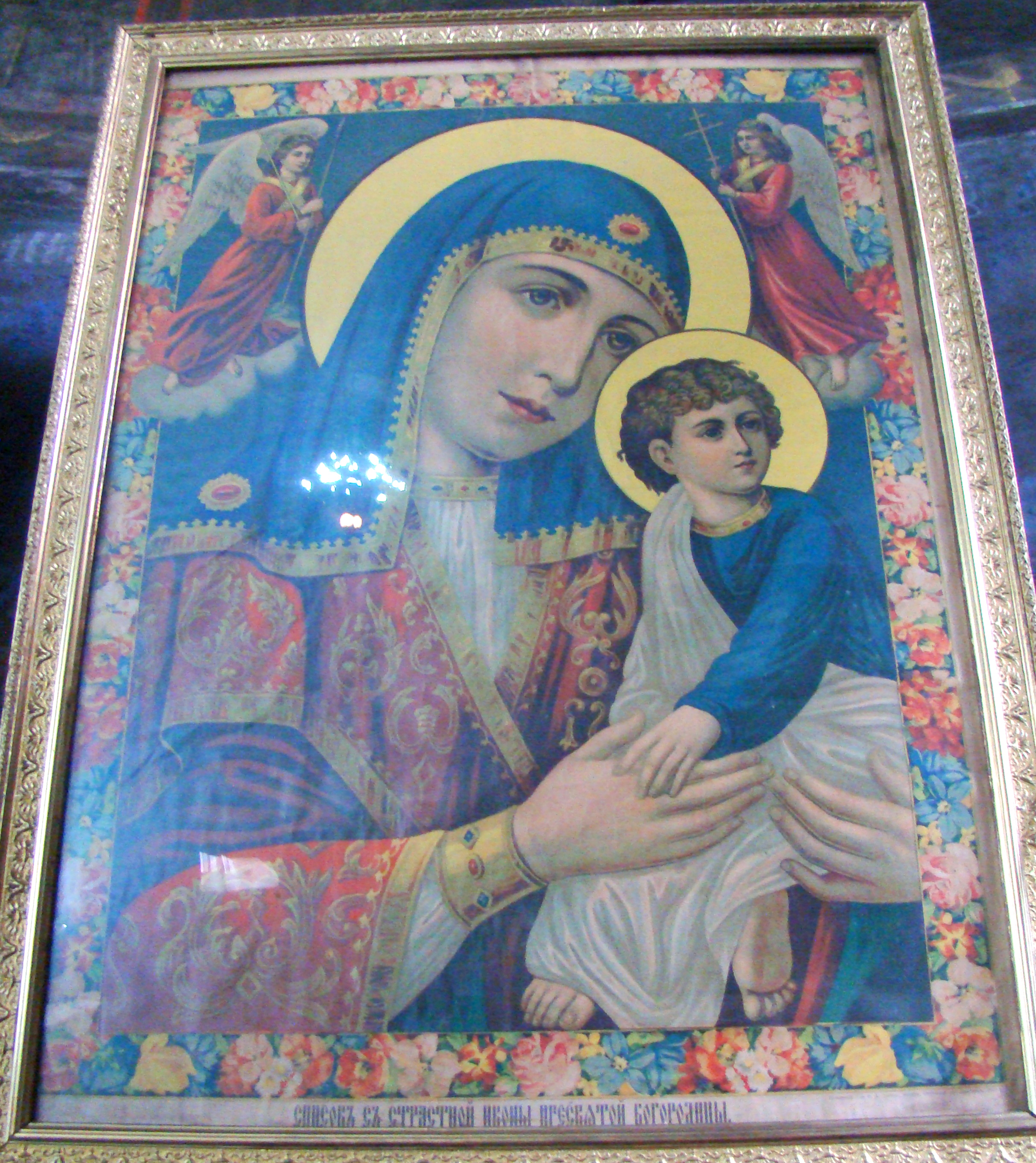
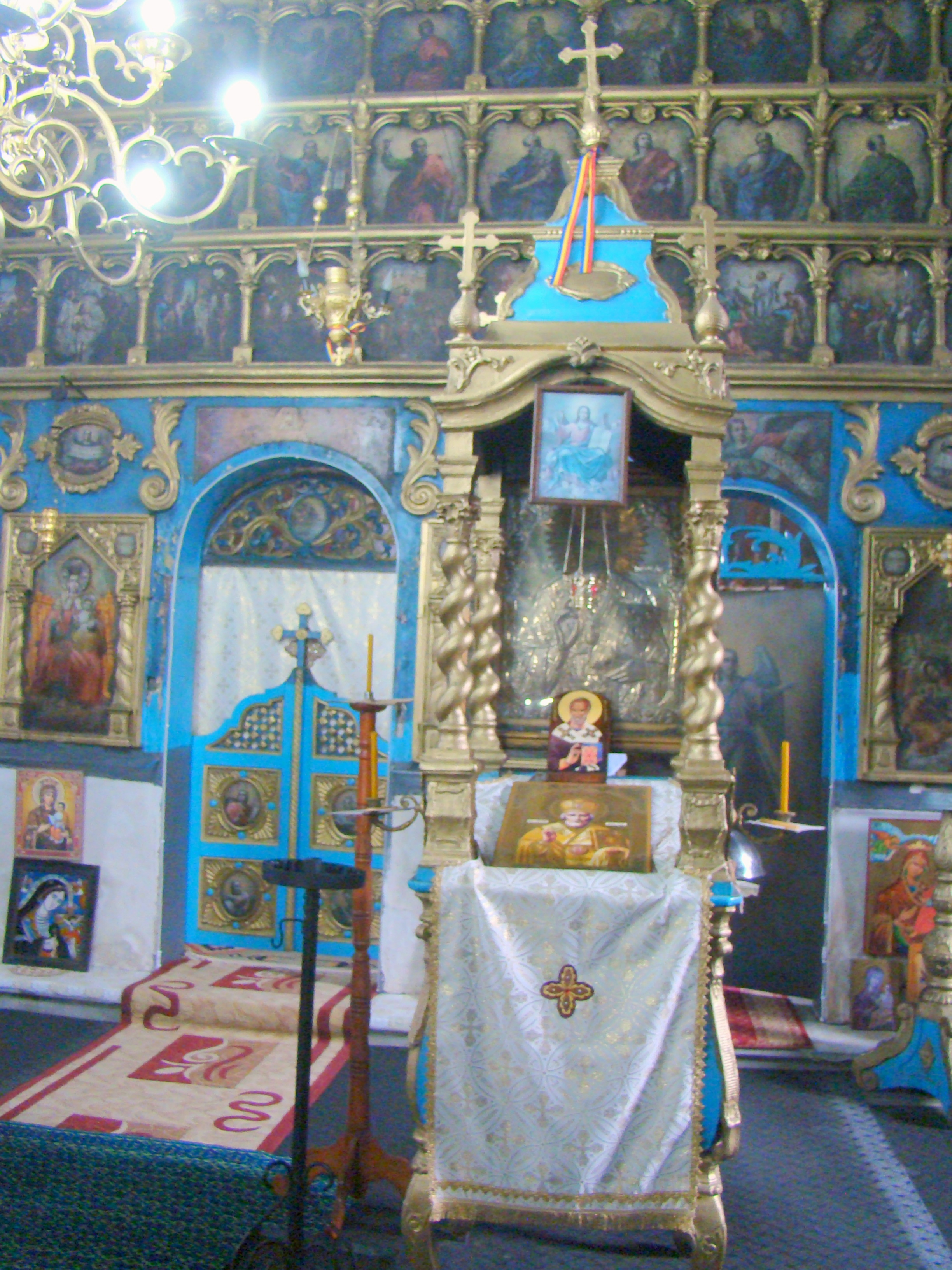
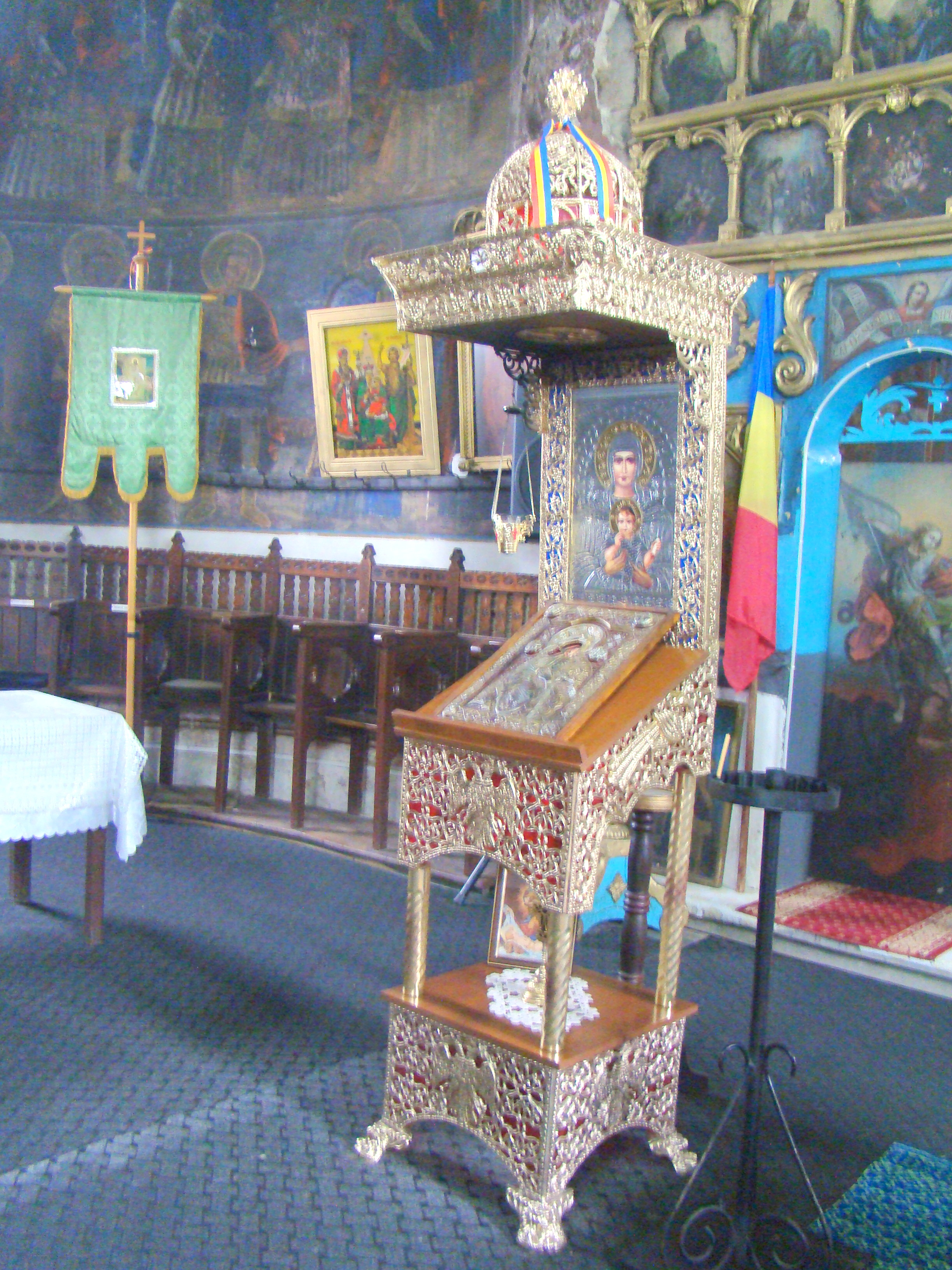
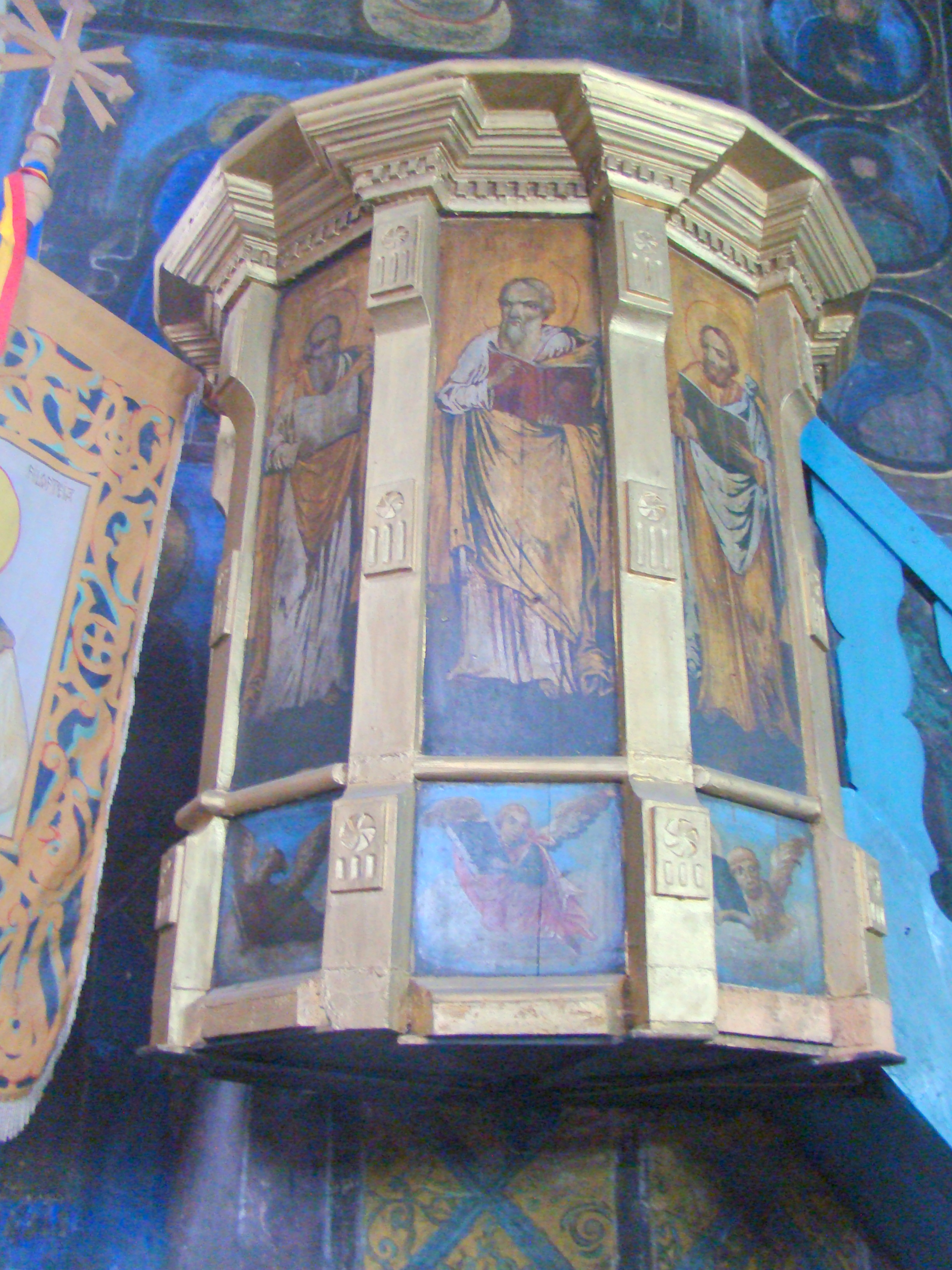
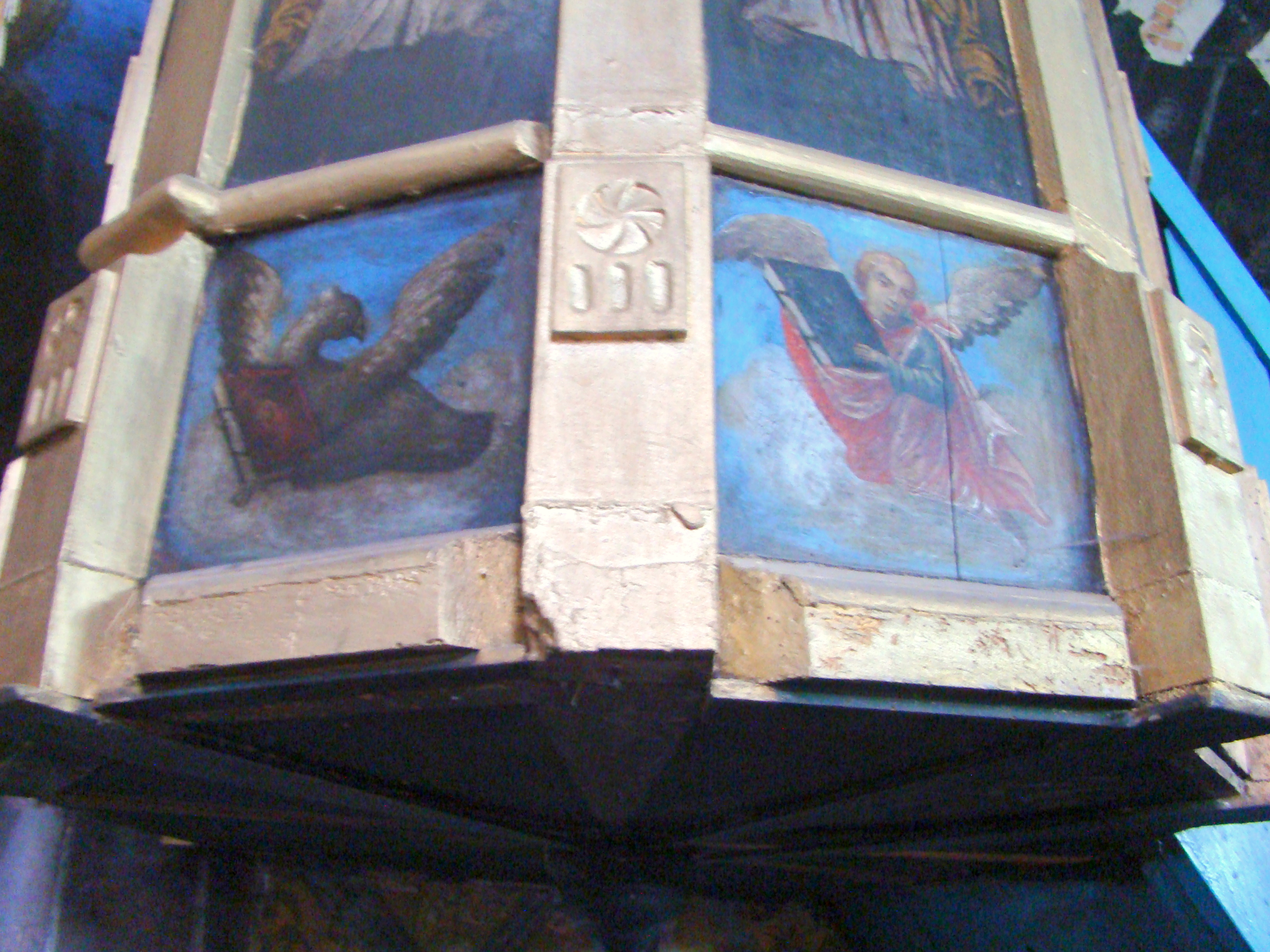
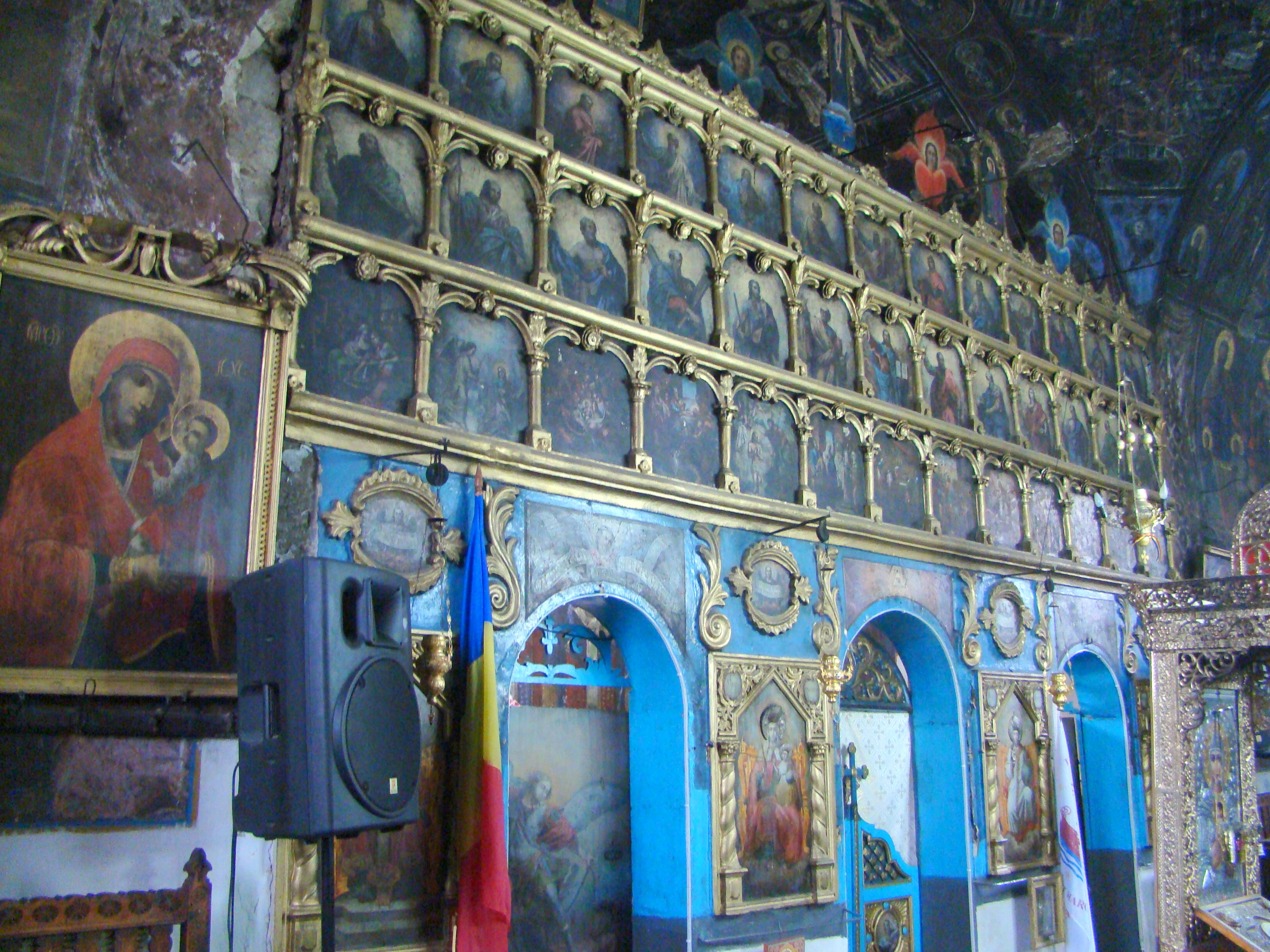
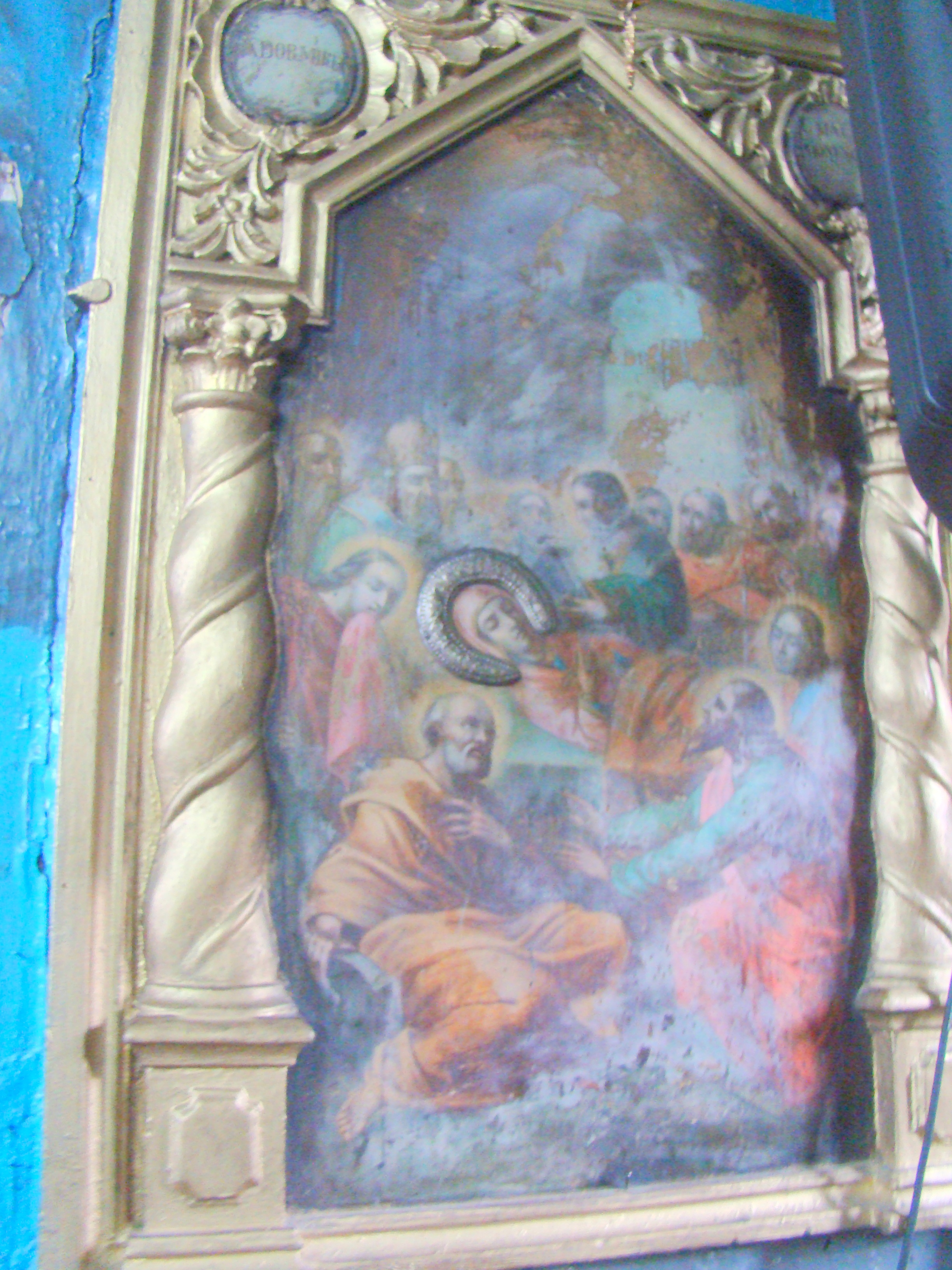
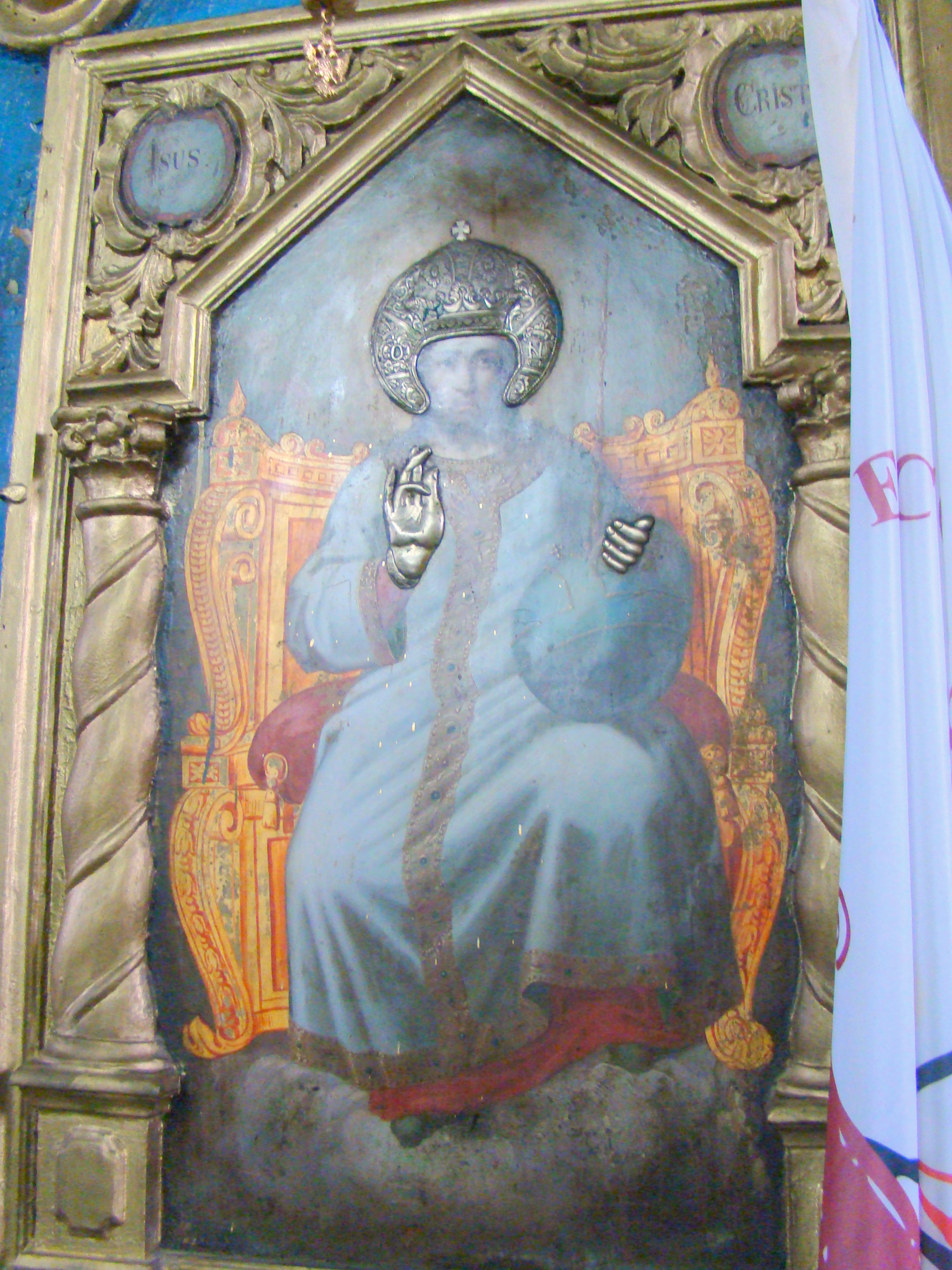
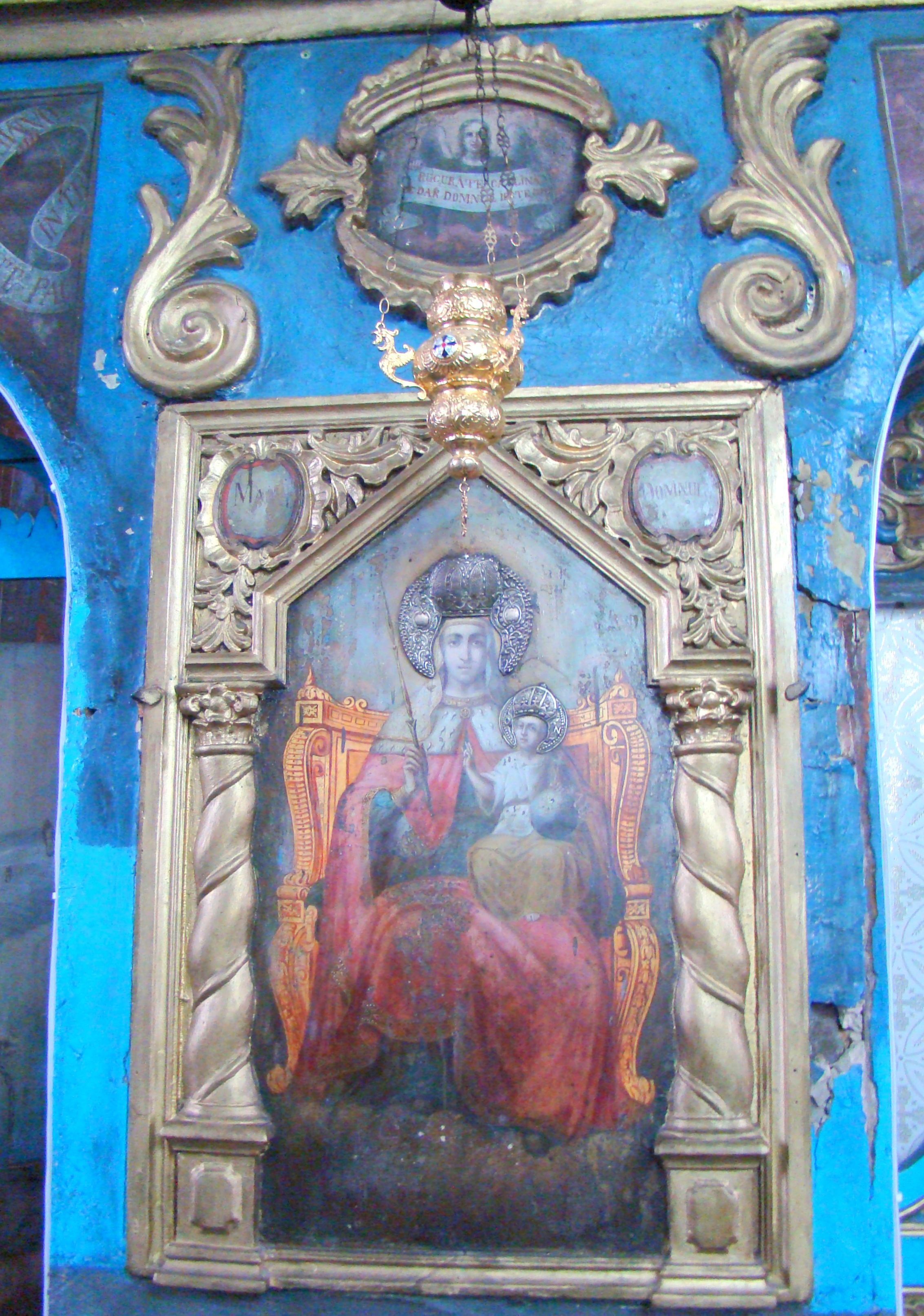
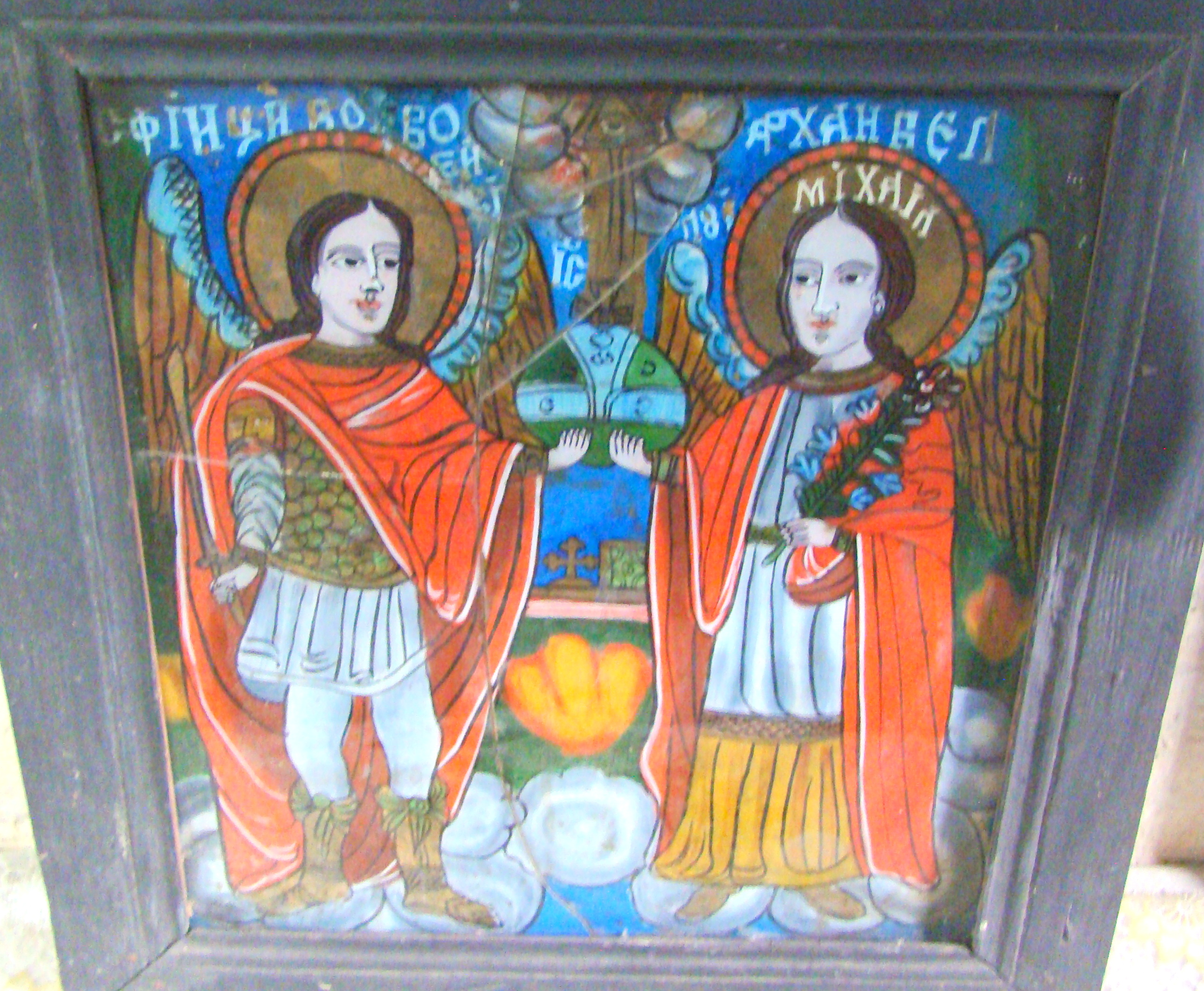
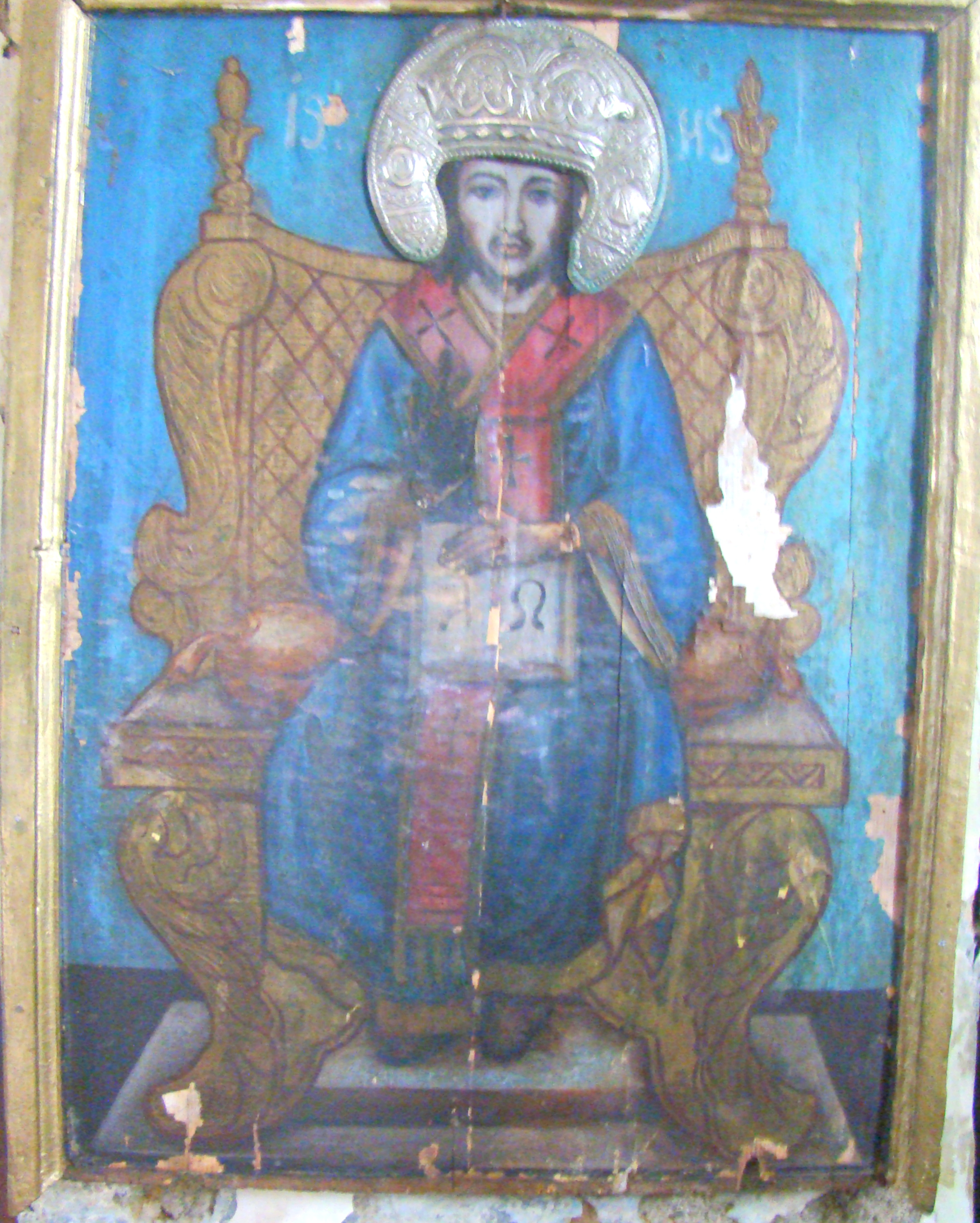
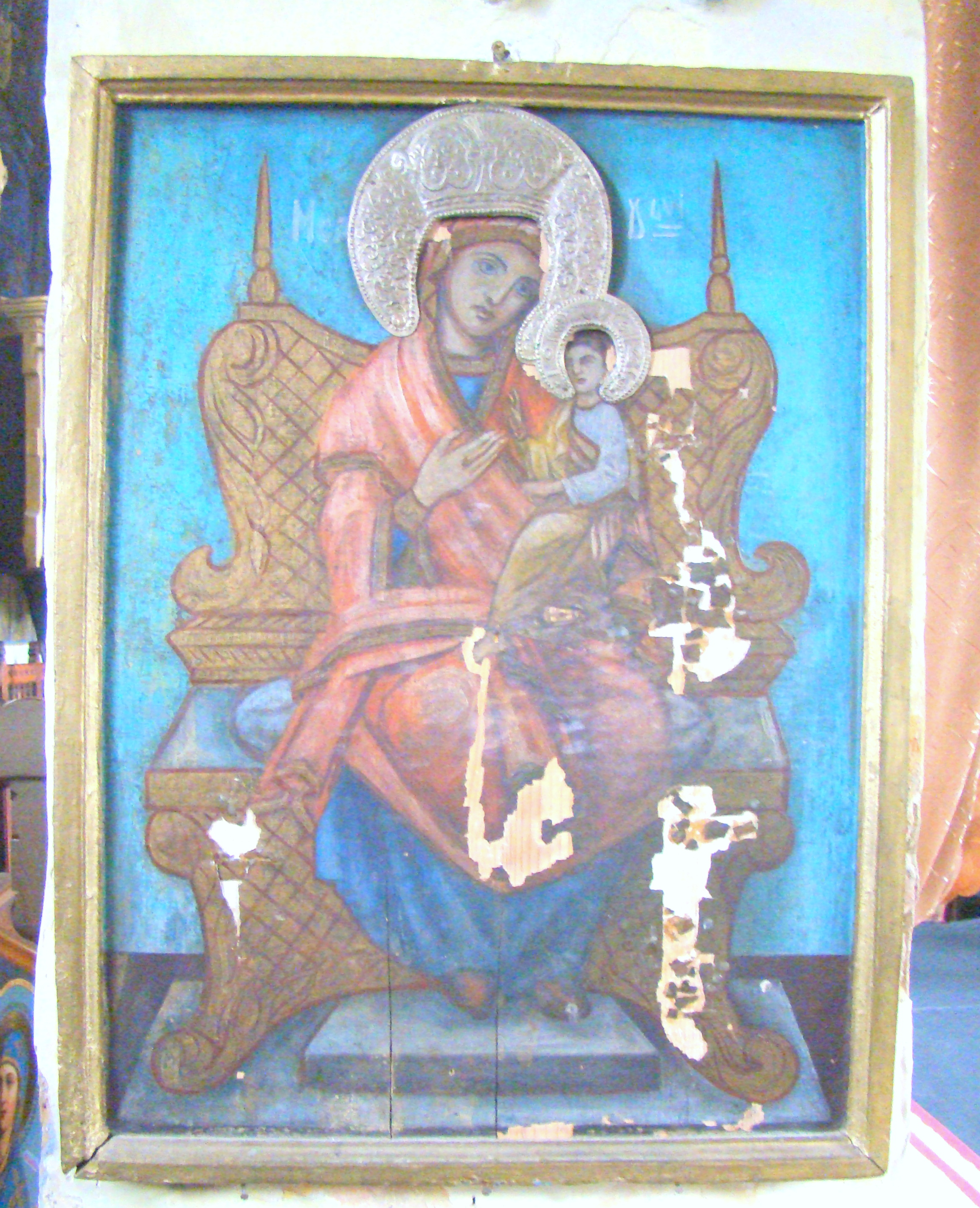
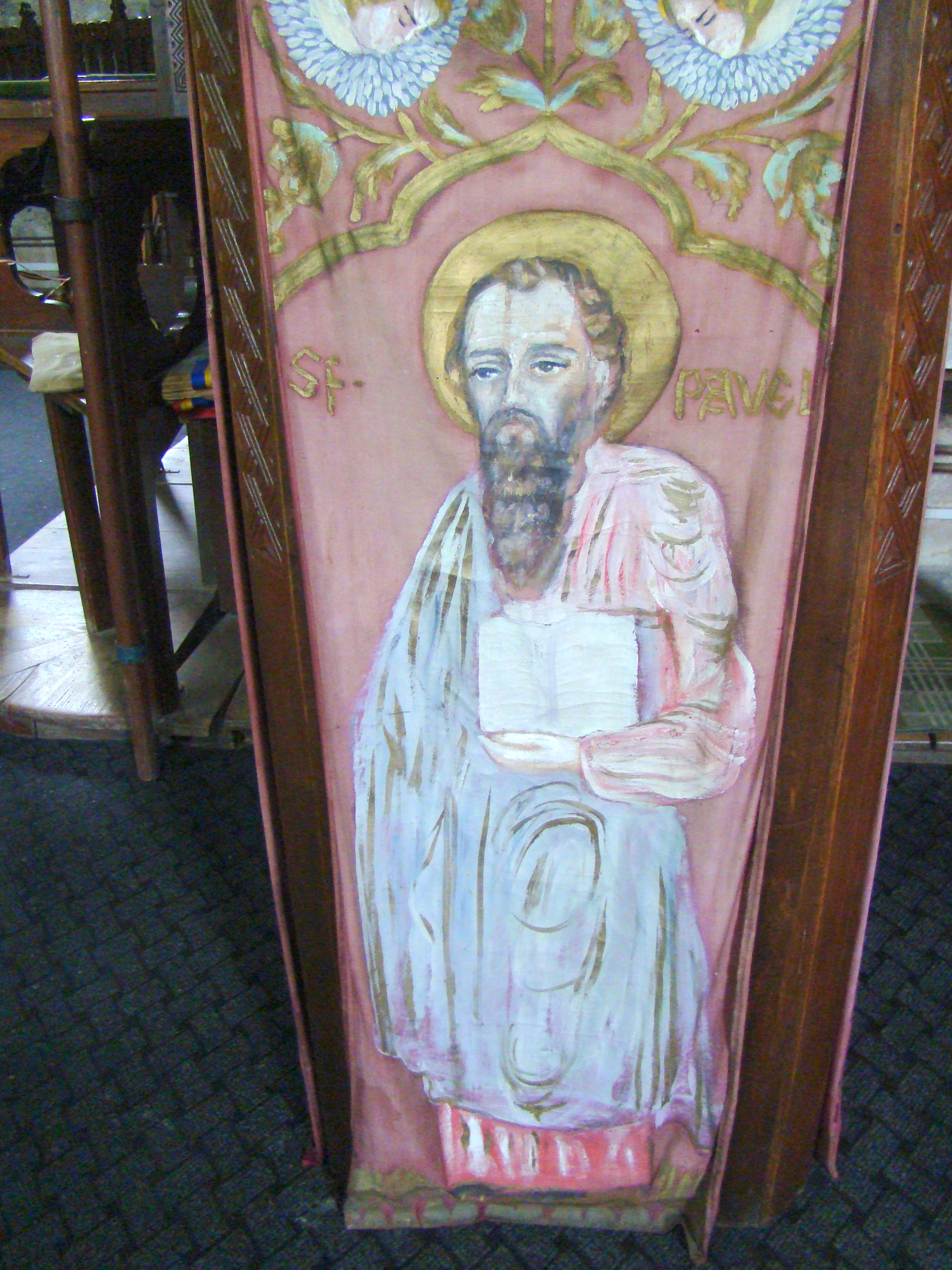
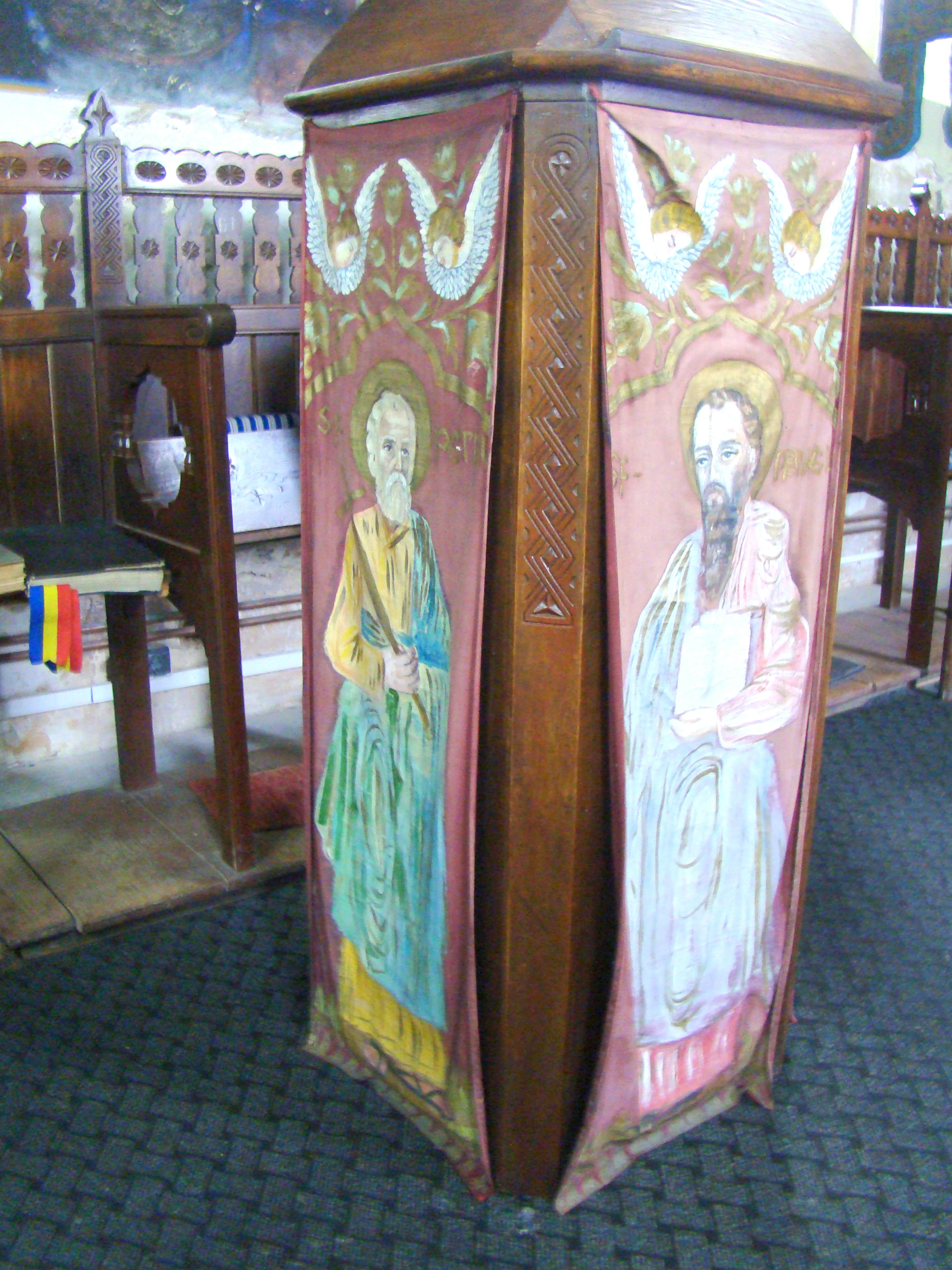